# Reinhard Heydrich
Vous lisez un « article de qualité » labellisé en 2007.
Pour les articles homonymes, voir Heydrich (homonymie).
Reinhard Heydrich est un SS-Obergruppenführer allemand, responsable nazi de crimes de guerre et de crimes contre l’humanité, né le 7 mars 1904 à Halle (Saxe) et mort le 4 juin 1942 à Prague (protectorat de Bohême-Moravie) après un attentat. Au moment de sa mort, il est à la fois le directeur du Reichssicherheitshauptamt (RSHA) et le « vice-gouverneur » du Reich en Bohême-Moravie.
Adjoint direct de Heinrich Himmler dès 1933, il joue un rôle majeur dans l'organisation de l'appareil répressif nazi et lors de l'élimination de la Sturmabteilung (SA) en tant que force politique, principalement lors de la nuit des Longs Couteaux à l’été 1934.
Son rôle est également déterminant dans l'organisation de la Shoah par la planification et le contrôle entre 1939 et 1942 de l'activité des Einsatzgruppen, dont la mission essentielle dans l'Est de l'Europe est l'extermination des Juifs par fusillade (« Shoah par balles »), et lors de la conférence de Wannsee, chargée de la logistique des centres d'extermination, et qu'il préside le 20 janvier 1942.
Ayant choisi d’être peu protégé malgré son rang, il tombe dans une embuscade le 27 mai 1942 organisée par la résistance tchécoslovaque et le Special Operations Executive britannique. Il n'est que légèrement atteint par l'explosion d’une bombe artisanale, se remet peu à peu, mais meurt une semaine plus tard, son état s'étant soudain dégradé à cause d’une surinfection de ses blessures. Sa disparition prive le régime hitlérien d'un dirigeant efficace ; il était en effet depuis 1931 un maillon essentiel de la terreur nazie.

## 1904-1931: avant l'entrée au parti nazi

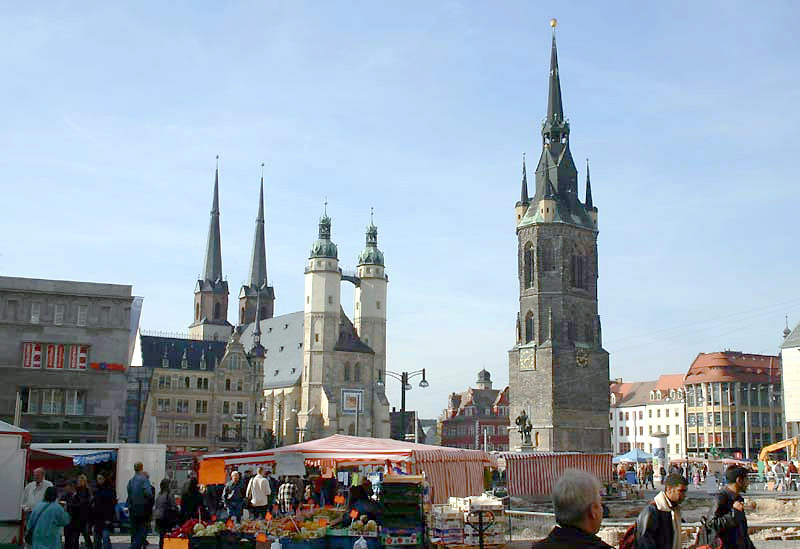
Halle : la place du marché avec la Marktkirche et la Tour rouge.

Reinhard Heydrich a une sœur aînée, Maria (1901-1988), et un frère cadet, Heinz (1905-1944).
Son père, Richard Bruno Heydrich (en), est un excellent musicien, issu du conservatoire royal de Dresde en 1882 avec la plus haute distinction ; il est ensuite un chanteur d'opéra relativement connu, notamment à l'opéra de Weimar, puis à ceux de Cologne et de Brunswick. Compositeur d'une certaine notoriété, il devient enfin le directeur du conservatoire de musique de Halle où la mère de Heydrich, Elizabeth Krantz (1871-1946), enseigne le piano et est inspectrice de l'école d'institutrices.
Ses parents lui donnent les prénoms Reinhard, Tristan et Eugen en référence, pour le prénom de Reinhard au nom du héros de l'opéra Amen composé par son père, pour Tristan à l'opéra Tristan et Isolde de Richard Wagner, le prénom Eugen étant un hommage au grand-père maternel, Georg Eugen Krantz (de), professeur de musique et conseiller aulique de Dresde. De ce milieu familial baigné par la musique naîtra une passion pour le violon qu'il pratique toute sa vie.
Conformément aux souhaits de sa mère, Reinhard Heydrich est baptisé selon le rite catholique, alors que son père est un protestant non pratiquant. À l'instar de la majorité des personnes de sa génération issues de la moyenne bourgeoisie, il est élevé de manière stricte et rigoriste, dans une ambiance nationaliste où la fidélité absolue au Kaiser est la règle. Il devient en grandissant un adversaire résolu de l'Église catholique, sans pour autant adhérer au néo-paganisme cher à Himmler. Soupçonné d'être Juif, son père est la cible d'injures racistes. Le jeune Reinhard est bouleversé, son obsession pour la pureté de la race trouvant probablement son origine dans ce traumatisme.
Dans son curriculum vitæ rédigé en 1903, Bruno Heydrich fait preuve d'une recherche des honneurs et de la reconnaissance que l'on retrouve chez son fils. Outre sa volonté d'être reconnu en tant que pilote de chasse[réf. souhaitée], Reinhard Heydrich collectionne des titres fort éloignés de ses fonctions en tant que chef du RSHA, comme celui de directeur de l'Office de l'escrime et d'inspecteur de Himmler pour la gymnastique ; en 1940, il tente, sans succès, de prendre la présidence de la Fédération internationale d'escrime.
La fin de la Première Guerre mondiale par la capitulation de l'Allemagne le 11 novembre 1918, outre le fait qu'elle appauvrit les Heydrich comme des millions d'autres Allemands, donne naissance à la « légende du coup de poignard dans le dos », selon laquelle communistes et Juifs auraient trahi une armée invaincue.
La famille Heydrich est convaincue de la véracité de cette théorie, matrice de l'engagement des futurs nazis et de nombreux groupes ou groupuscules ultranationalistes.

### Engagement précoce
Avec l'effondrement de l'Empire allemand, l'Allemagne est secouée par plusieurs insurrections de gauche, comme celle menée par les Spartakistes, lesquelles sont férocement réprimées, souvent à la demande du ministère de la Défense, le social-démocrate Gustav Noske, par les Freikorps (corps francs). Halle est également frappée par ces troubles.

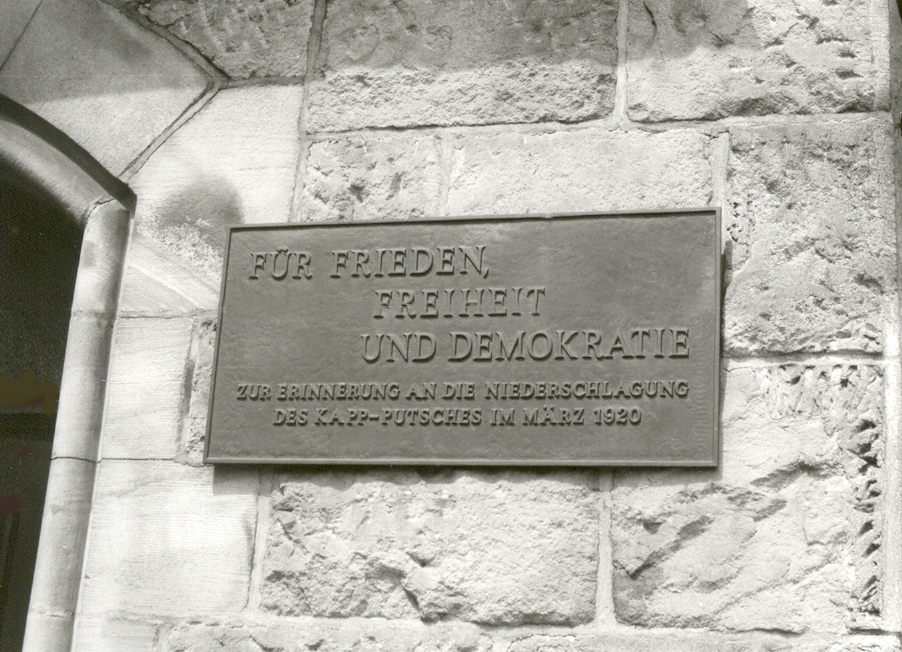
Plaque en souvenir de l'échec du putsch de Kapp à la gare de Wetter.

Au début de l'année 1919, un conseil d'ouvriers et de soldats, s'inspirant du modèle des Soviets, prend le pouvoir à Halle. Il est défait par le Corps franc Maercker. Après la fin des combats, dont une partie s'était déroulée à proximité du conservatoire, Heydrich s'enrôle comme estafette dans le Freikorps Halle.
Cet engagement précoce se confirme en 1920. Le putsch de Kapp, tentative réactionnaire de rétablir la monarchie, est mis en échec à la suite d'une grève générale organisée par les forces de gauche. L'état d'urgence proclamé à Halle par les opposants à Kapp est réprimé dans le sang, par les troupes gouvernementales pourtant plutôt proches du putschiste, faisant plusieurs centaines de victimes. Durant cet épisode, Reinhard Heydrich s'engage à nouveau, cette fois comme membre du service technique de secours.
Son engagement aux côtés des forces ultranationalistes völkisch a parfois été minimisé par sa famille, mais il ne fait aucun doute. Il a été glorifié par d'autres alors qu'en fait Heydrich n'a exercé que des fonctions tout à fait insignifiantes — en 1919 après la fin des combats, et en 1920 sans y participer.
Cet engagement est à la fois précoce et constant : en 1918, Heydrich adhère à une association de jeunesse nationaliste, le Deutsch-Nationaler Jugendbund ; il la quitte, puis s'affilie en 1920 au Deutscher Völkischer Schutz- und Trutzbund. Cette organisation, dont le slogan est Wir sind die Herren der Welt! (« Nous sommes les maîtres du monde ! »), a pour but d'alerter le peuple allemand sur la menace que représenterait « l'influence des Juifs et des sentiments et pensées d'origine étrangère ». En 1921, il fonde avec un ami la Deutschvölkische Jugendschar, organisation avec laquelle il reste en contact lorsqu'il rejoint la Reichsmarine.
Heydrich termine ses études en 1922, avec de bonnes notes. Durant cette période, il devient un sportif accompli qui pratique la natation, la course, la voile et l'escrime ; comme pour le violon, sa passion pour le sport persiste tout au long de sa vie. Il devient d'ailleurs un escrimeur de niveau international et continue à participer à des compétitions d'escrime une fois devenu le responsable de l'appareil répressif du Reich. En 1941, il est classé cinquième aux championnats d'Allemagne d'escrime. En décembre de la même année, il remporte ses trois engagements contre les escrimeurs hongrois, alors que l'équipe allemande est battue par la Hongrie avec le score de cinq victoires contre onze. Ces victoires peuvent s'expliquer par sa position de puissant chef du régime répressif nazi (les trois escrimeurs hongrois l'auraient laissé gagner).

### Brève carrière dans la Marine militaire
Le 30 mars 1922, il rejoint la Reichsmarine, sans doute influencé par le récit des campagnes du comte Felix von Luckner, ami de ses parents.

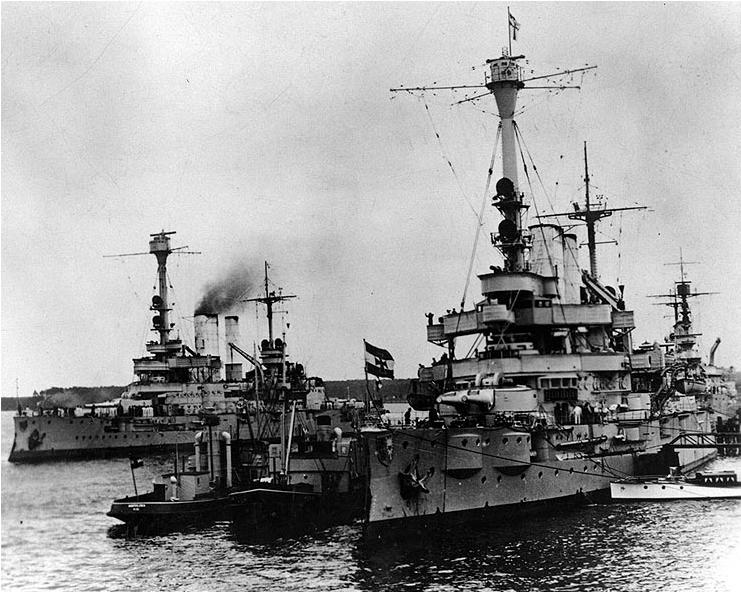
Cuirassés de la Reichsmarine vers 1930.

Au cours de sa carrière militaire, Heydrich se fait surtout remarquer par ses talents sportifs et musicaux et par ses liaisons féminines. En 1930, il n'est d'ailleurs classé que vingt-troisième lors de sa promotion comme enseigne de vaisseau. Après cette promotion, il est affecté aux services de renseignements de la Marine à Kiel,,.
Peu de faits marquants lors de ces années, si ce n'est la relation établie avec Wilhelm Canaris, futur amiral et futur chef de l’Abwehr, le service de contre-espionnage militaire. Les bonnes relations nouées entre les deux hommes n'empêcheront pas le SD et l'Abwehr, et leurs chefs respectifs, de mener une guerre féroce pour le contrôle des services d'espionnage. Ce conflit se terminera à l'avantage de la SS et du SD après la disgrâce et la démission de Canaris en février 1944.
La carrière de Heydrich dans la Marine est brutalement interrompue en 1931. Après l'annonce de ses fiançailles avec Lina von Osten, qu'il épouse quelque temps après, il est traîné devant un tribunal d'honneur présidé par le futur amiral Erich Raeder, à la suite de la plainte d'une jeune fille qui s'estime déjà fiancée avec Heydrich. L'identité de celle-ci et la nature exacte de sa relation avec Heydrich restent à ce jour inconnues.
En eux-mêmes, les faits étaient relativement mineurs et ne devaient pas avoir de conséquences majeures. Lors du procès, Heydrich se montra suffisant et méprisant, faisant preuve de mauvaise foi et d'arrogance : le verdict déboucha sur son renvoi de la marine pour indignité, rendu public le 1er mai 1931.
Cette hypothèse est mise en doute par Peter Padfield, qui ne cautionne pas la justification tardive avancée par Heydrich, selon laquelle il aurait été exclu de la Marine en raison de ses sympathies nazies. Pour Padfield, il s'agirait d'une mise en scène de Canaris destinée à faciliter l'entrée de Heydrich dans les services de renseignements du parti nazi.
En juin 1931, Heydrich se retrouve donc sans emploi et sans perspective de carrière.

## 1931-1939: au service du parti

### La rumeur des origines juives
La carrière de Heydrich à la SS et au RSHA est émaillée de rumeurs sur ses origines juives. Ne reposant sur aucun fondement sérieux,,,, elles sont diffusées à plusieurs reprises par ses rivaux du régime nazi.
À l'origine de la rumeur, il y a le fait que la grand-mère paternelle de Heydrich, Ernestine Lindner, a épousé en secondes noces, soit après la mort de son premier mari Carl Heydrich, un serrurier, Gustav Süss, dont le patronyme était autant porté par des Juifs que des non-Juifs. Tout en serait resté là si, dans le dictionnaire de la musique écrit par Hugo Riemann, l'auteur n'avait pas fait suivre le nom de son père Bruno Heydrich du patronyme Süss, pensant ainsi dévoiler sa supposée origine juive, encouragé en cela par un visage d'intellectuel romantique et artiste qui, selon Riemann, donnait au père de Heydrich « l'air juif. »
Le 22 juin 1932, une commission d'évaluation de l'origine raciale, dont les recherches sont effectuées à la demande de Heydrich, affirme qu'« au vu de la liste généalogique ci-jointe, il apparaît que Reinhard Heydrich, enseigne de vaisseau de 1re classe relevé de ses fonctions, est d'origine allemande et ne présente pas de sang de couleur ni de sang juif ».
Malgré ses bases particulièrement fragiles, cette rumeur constituait certainement une source d'inquiétude pour Heydrich et peut-être un moyen de pression que Himmler pouvait employer contre lui. Il doit d'ailleurs, jusqu'en 1940, plaider devant la justice pour diverses « calomnies raciales », même s'il ressort à chaque fois blanchi. Les doutes qui l'assaillaient, plus que le mépris de certains dignitaires nazis au courant, lui causaient une grande souffrance. Paradoxalement, ils renforcèrent sa détermination et son engagement pour le nazisme, l'amenant par ailleurs à se constituer des fichiers sur tous les pontes du régime, notamment sur ceux dont des rumeurs en rapport avec les Juifs existaient (en particulier la « généalogie incertaine » d'Hitler, d'Himmler et la vie privée de Goebbels ou celle de Rosenberg).

### Création du Sicherheitsdienst (SD)

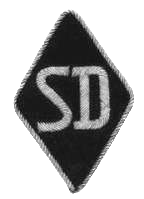
Symbole du SD cousu sur la partie inférieure de la manche gauche des uniformes de ses membres.

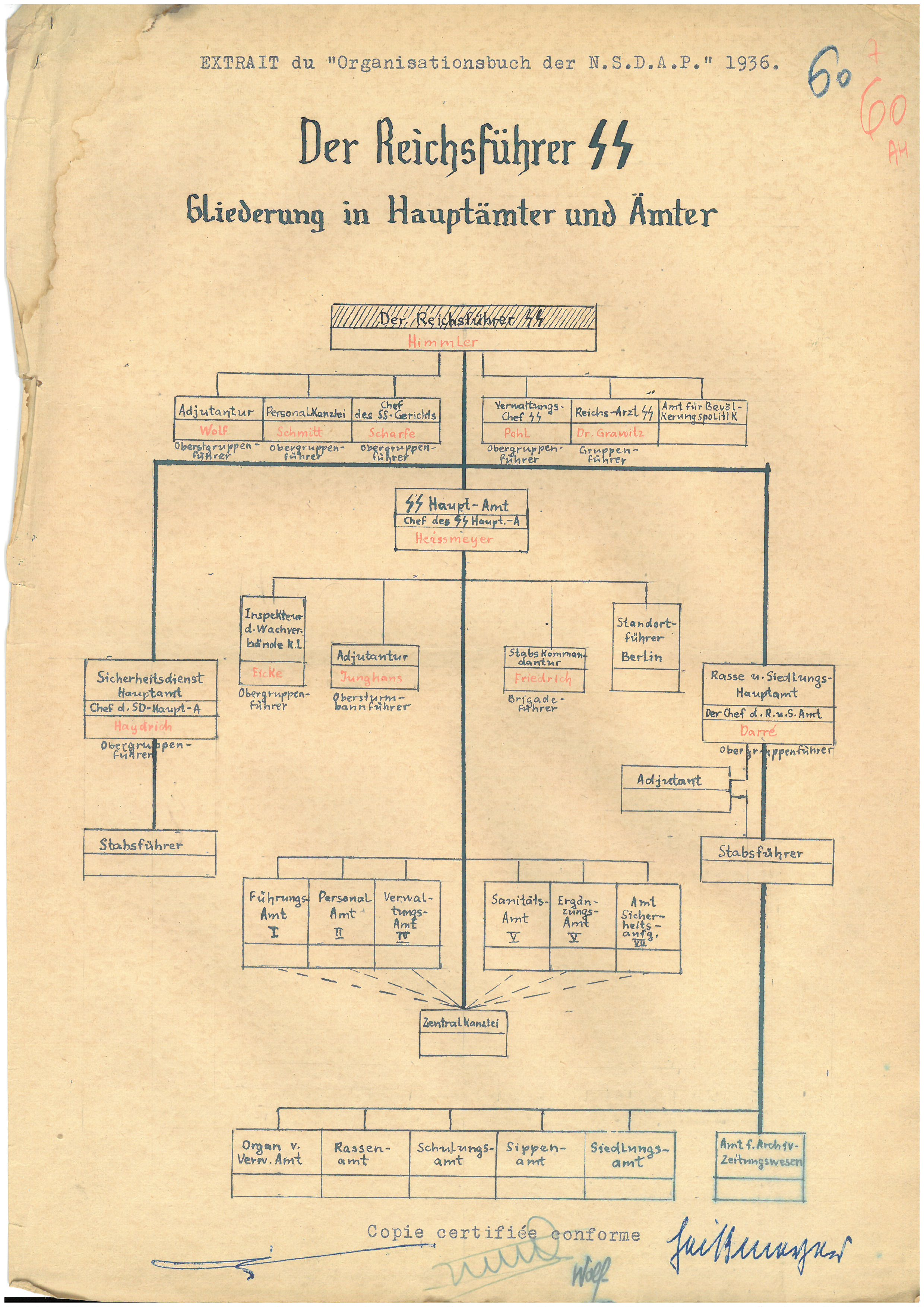
Organisation de la SS.

Le 1er mai 1931, soit le jour même où son renvoi de la Reichsmarine est rendu public, Heydrich s'affilie au parti nazi et moins de quinze jours plus tard, sur la recommandation de Karl von Eberstein, il se présente au domicile de Heinrich Himmler, alors que celui-ci soigne une grippe. Cette maladie n'est peut-être qu'un prétexte pour organiser une rencontre discrète, à l'abri des regards de la SA. Non seulement celui-ci l'accepte dans la SS, aux critères de sélection nettement plus sévères et à la discipline plus stricte que ceux de la SA, mais il lui confie immédiatement la création du service de renseignements du parti nazi, le futur Sicherheitsdienst (SD), compte tenu de son expérience dans les services de renseignements de la Marine à Kiel. Sous l'appellation « service Ic », ses activités débutent à Munich le 10 août 1931, sans moyen et dans l'amateurisme le plus total.
Ce nouveau service monte rapidement en puissance et collecte des renseignements tout d'abord sur les policiers infiltrés dans le parti nazi, sur les ennemis de celui-ci, mais aussi et surtout sur les membres du parti nazi et de la SA. Il sert aussi d'instrument d'extorsion de fonds pour financer l'expansion de la SS.
Il entre au parti nazi le 1er juin 1931, sous le numéro 544 916 puis dans la SS le 14 juillet 1931, avec le matricule 10120. Travailleur, bon organisateur, nazi convaincu, adjoint direct d'Himmler, Heydrich est promu Hauptsturmführer le 1er décembre 1931.
Le 26 décembre 1931, Reinhard Heydrich épouse Lina von Osten (1911-1985) à l'église évangélique de Sant Katherina de Großenbrode lors d'un mariage où abondent les symboles nazis : en entrant, les futurs mariés défilent entre deux rangées de notables nazis locaux faisant le salut hitlérien, le mur de l'autel est décoré d'une croix gammée et, à la fin de l'office, l'orgue joue le Horst-Wessel-Lied. Ce décorum ne peut que plaire à la promise, dont toute la famille est nazie, l'un de ses cousins étant l'auteur du proverbe « Sur Fehmarn [l'île du Holstein où est née Lina] il n'y a ni serpents, ni taupes, ni Juifs. »

Quatre enfants sont issus de ce mariage :
- Klaus (né le 17 juin 1933, mort le 24 octobre 1943[g]) ;
- Heider (né le 28 décembre 1934) ;
- Silke (née le 9 avril 1939) ;
- Marte (née le 23 juillet 1942[h]).

En guise de cadeau de mariage, Himmler nomme Heydrich Sturmbannführer.
En juillet 1932, il est officiellement nommé à la tête du Sicherheitsdienst (SD), nouvelle appellation du service Ic et à nouveau promu, cette fois au grade de Standartenführer.
Le 30 janvier 1933, Hitler est nommé chancelier du Reich par le président Paul von Hindenburg.
Heydrich a favorisé la nomination de Hitler comme chancelier, en mettant en cause le fils de Hindenburg, Oskar, dans le détournement des subsides de l’Osthilfe, destinés à soutenir l'agriculture dans l'Est de la Prusse, et en inventant de toutes pièces la menace d'une tentative de coup d'État des communistes.
Heinrich Himmler prend les rênes de la police de Munich et Heydrich devient son adjoint pour la section politique, tout en demeurant le chef du SD. Il participe aux premières répressions menées par le régime nazi dès le mois de février et contribue à remplir le camp de Dachau ouvert dès mars 1933, dont la garde est confiée à la SS en avril. Pour ce faire, il s'appuie notamment sur le Reichstagsbrandverordnung, l'ordonnance d'urgence pour la protection du peuple et de l'État, adoptée le lendemain de l'incendie du Reichstag (à la préparation et à l'exécution duquel il aurait lui-même participé avec l'aide de son frère Heinz, journaliste bien informé), qui permet de suspendre les libertés fondamentales et l'habeas corpus.
Heydrich bloque toutes les tentatives de contrôle juridique sur ce qui se passe à l'intérieur du camp.
Dans une lettre au Reichsstatthalter de Bavière, Franz von Epp, en juin 1933, il demande que Thomas Mann, prix Nobel de littérature, soit interné à Dachau dès son retour à Munich (Mann avait alors quitté l'Allemagne), parce qu'il avait, selon Heydrich, « une position non allemande, ennemie du mouvement national, marxiste et judéophile ». À défaut, ses biens et avoirs sont saisis.
On passe de la terreur de rue des SA à la terreur d'État de la SS, même si celle-ci est toujours officiellement subordonnée à la SA.

### La nuit des Longs Couteaux

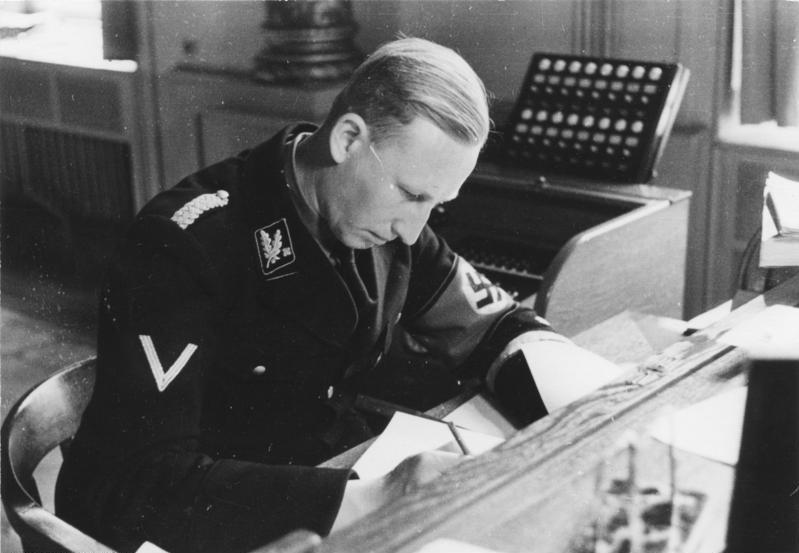
À son bureau de chef de la police bavaroise à Munich (en 1934), Heydrich en uniforme de SS-Brigadeführer ; sur son bras droit, le chevron d'honneur de la Vieille Garde

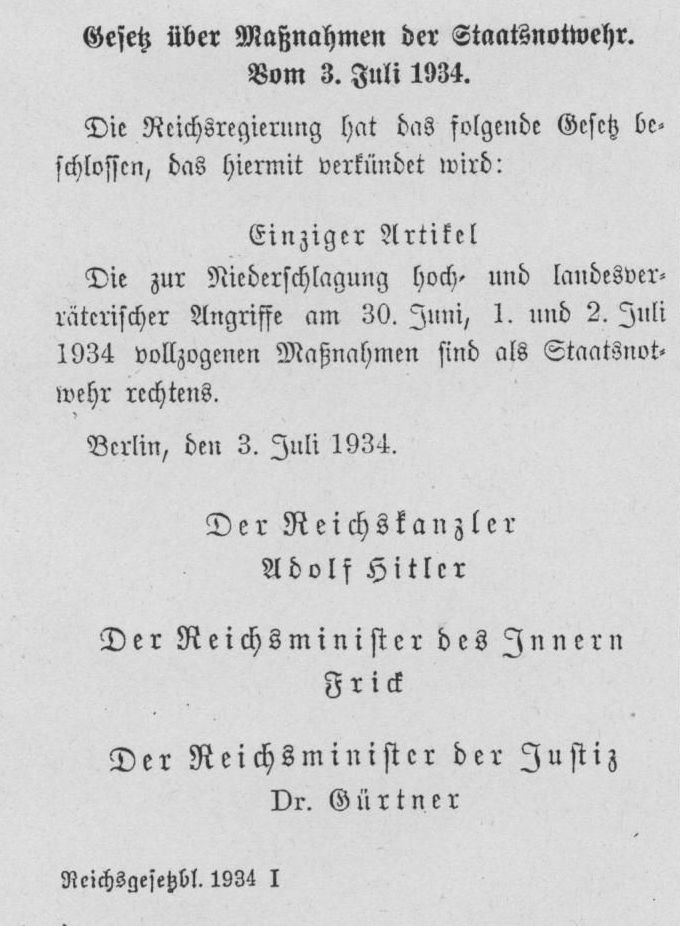
Loi du 3 juillet 1934 qui régularise les multiples crimes commis lors de la nuit des Longs Couteaux.

En 1934, Heydrich est avec Heinrich Himmler l'un des artisans de la nuit des Longs Couteaux qui débouche sur l'élimination de la SA en tant que force politique et qui permet à la SS de dépendre directement du Führer. Avec plus de quatre millions de membres totalement dévoués à son chef, Ernst Röhm, la SA exige des réformes sociales et économiques ; sa volonté de prendre le contrôle de l'armée suscite l'opposition des dirigeants militaires dont Hitler a un pressant besoin.
Heydrich parvient à convaincre Hitler de l'existence d'un complot fomenté par Röhm, en réalité imaginé par lui-même, Himmler et Hermann Göring.
Après que des mesures de répression ont été approuvées par Hitler, qui est toutefois réticent à faire exécuter Röhm, la SA est décapitée par les troupes de Himmler et Heydrich au cours de la nuit du vendredi 29 au samedi 30 juin 1934, opération qui se poursuit jusqu'au lundi 2 juillet. Les fichiers détaillés patiemment constitués depuis 1931 par Heydrich et le SD sont particulièrement utiles pour désigner les victimes.
L'épuration fait une centaine de victimes y compris Röhm dont l'assassinat est attribué à Michel Lippert et Theodor Eicke (futur inspecteur des camps de concentration, puis commandant de la 3e division SS « Totenkopf »). De nombreux responsables de la SA sont également exécutés, ainsi que des opposants à Hitler, opposants internes comme Gregor Strasser, pendant l'agonie duquel Heydrich hurle « qu'on laisse ce porc se vider de son sang », ou externes comme l'ancien chancelier Schleicher. La liste des exécutions aurait été signée par Heydrich lui-même, qui reçoit les dix-huit tueurs envoyés par Sepp Dietrich et leur désigne leurs cibles, avant le début des meurtres. Une partie des meurtres ont lieu dans la cour de la prison de Stadelheim, à Munich, le peloton d'exécution étant commandé par Sepp Dietrich en personne.
C'est sur l'insistance de Heydrich qu'est assassiné Erich Klausener, directeur de l'Action catholique et fonctionnaire au ministère des Transports, qui s'était opposé aux nazis lorsqu'il était directeur de la police au ministère de l'Intérieur prussien. Pour l'adversaire de l'Église catholique qu'est Heydrich, la déclaration de Klausener selon laquelle la messe est une reconnaissance toute particulière de l'action sociale de l'Église et ses prêches publics contre les nazis lors de la journée d'action catholique à Hoppergarten sont intolérables. Heydrich remet personnellement un pistolet au Hauptsturmführer Kurt Gildisch, en lui donnant l'ordre formel d'abattre Klausener de sa propre main. Cette fois, Heydrich a choisi une victime à titre personnel, en dehors du cadre de l'épuration de la SA et du Parti. Pour Hermann Göring, le meurtre de Klausener « fut une action vraiment sauvage de Heydrich ».
Même Wilhelm Frick, nazi convaincu et ministre de l'Intérieur, est choqué par la cruauté de Heydrich. En mai 1935, il déclare qu'« il est possible que par la suite je sois forcé de laisser entrer au ministère Himmler, mais en aucun cas l'assassin Heydrich ne sera admis ».
La SS élimine ainsi une organisation rivale dont elle dépend encore formellement. En remerciement de ses services, Heydrich est à nouveau promu, cette fois au grade de Gruppenführer.

### Le Reichssicherheitshauptamt (RSHA)
Lorsqu'en 1936, après de nombreuses luttes d'influence, notamment avec Hermann Göring, Heinrich Himmler devient Chef der Deutschen Polizei (chef de toutes les polices allemandes), Heydrich est son bras droit.

Organigramme du RSHA en 1941.

Lors de la création du Reichssicherheitshauptamt (connu sous le sigle RSHA) en 1939, Heydrich est promu à la tête du nouvel ensemble et supervise désormais :
- le Sicherheitsdienst (SD), organisme de la SS qu'il dirigeait depuis sa création en 1931, et qui comporte notamment les deux cellules opérationnelles SD-Inland et SD-Ausland ;
- et en complément la Sicherheitspolizei (Sipo), organisme d'État regroupant la Gestapo et la Kriminalpolizei.

Les responsables des quatre départements principaux du RSHA — Müller, personnellement choisi par Heydrich et confirmé à son poste, Nebe, Ohlendorf et Schellenberg — sont présents tout au long de la répression nazie. Ces quatre adjoints de Heydrich, aux profils variés, se sont révélés fort efficaces.
Müller, âgé de 36 ans en 1936, et Nebe, 42 ans, sont tous deux des policiers de métier qui ont commencé leur carrière au début des années 1920. Müller a servi fidèlement la république de Weimar pour laquelle il a pourchassé indifféremment nazis et communistes ; il ne s'inscrit d'ailleurs au NSDAP que le 31 mai 1939. En revanche, Nebe est militant du parti depuis 1931. Ohlendorf, 29 ans, et Schellenberg, 26 ans, ont des profils plus intellectuels. Ohlendorf est diplômé en droit et en économie des universités de Leipzig et Göttingen, Schellenberg a étudié la médecine puis le droit à l'université de Bonn. Seules la date et, sans doute, la profondeur de leur engagement politique les séparent : Ohlendorf est membre du NSDAP depuis 1925 et de la SS depuis 1926 ; Schellenberg ne s'inscrit au parti qu'en 1933, peu avant son recrutement comme juriste au Sicherheitsdienst.
La Gestapo, police politique, se charge de traquer, d'interner ou d'éliminer les opposants alors que la Kripo a un rôle de police criminelle traditionnelle.
Le SD-Inland a notamment pour tâche d'établir des rapports sur l'intégration de la conception nationale-socialiste du monde, la Weltanschauung dans la sphère individuelle, de déterminer si elle suscite de l'opposition, et dans ce cas, d'identifier les opposants. Le SD-Ausland, en dehors de ses missions d'espionnage classiques, dresse des listes de personnalités à éliminer, notamment en Autriche, et élabore des « solutions aux problèmes tchèque et russe ».
La seule force de police qui échappe à l'autorité de Heydrich et dépend directement de Himmler en tant que Chef der Deutschen Polizei est l’Ordnungspolizei, la police en uniforme chargée du maintien de l'ordre au sens classique du terme (gendarmerie, police de la route, polices urbaine et rurale, etc.) dirigée par Kurt Daluege.
Dès l’Anschluss, l'annexion de l'Autriche à l'Allemagne le 13 mars 1938, Heydrich, qui a participé activement à sa préparation, utilise son outil répressif contre les opposants autrichiens avec la même vigueur qu'il avait déployée en Allemagne. Après avoir rempli le camp de concentration de Dachau, c'est au tour de celui de Mauthausen.
Depuis 1935, le SD dispose en outre d'un nouvel outil de répression, la détention préventive (Schutzhaft) qui lui permet d'interner qui bon lui semble sans aucune procédure devant les tribunaux et dont il fait un large usage en Allemagne et dans tous les territoires occupés.
À partir du 7 décembre 1941, la Schutzhaft est plus terrible encore, avec l'entrée en vigueur du décret « Nuit et brouillard » qui impose que les prisonniers disparaissent sans laisser de trace et interdit de donner le moindre renseignement à leurs proches sur leur sort ou leur lieu de détention.

### La «nuit de Cristal»

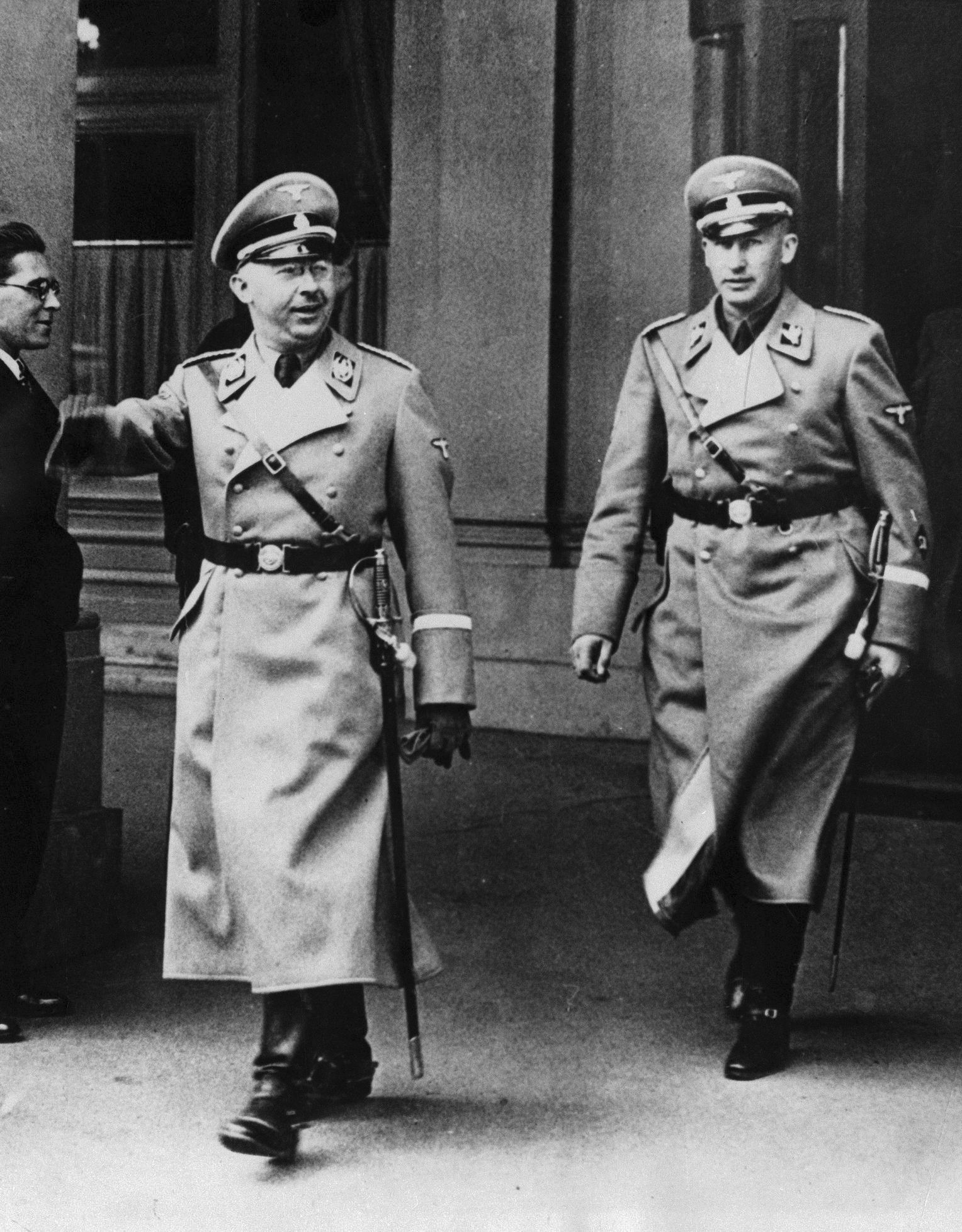
Heinrich Himmler et Reinhard Heydrich en 1938 à Vienne.

Le 9 novembre 1938, Heydrich est à Munich, où Hitler célèbre l'anniversaire de la tentative de prise du pouvoir lors du putsch de la Brasserie en 1923, en présence de Joseph Goebbels et de nombreux dirigeants nazis.
Après que Hitler eut appris la mort du diplomate Ernst vom Rath, assassiné à Paris par Herschel Grynszpan, un jeune Juif polonais, dont les parents avaient été expulsés d'Allemagne pendant la Polenaktion, Goebbels prononce un discours haineux devant les dirigeants du parti nazi, appelant à des « actions spontanées » de représailles contre les Juifs, immédiatement relayé par les participants auprès de leurs troupes : des pogroms se déclenchent à travers toute l'Allemagne. En fait d'actions spontanées, il s'agit d'une campagne orchestrée par le parti nazi et menée par la SA, mais sans drapeaux à croix gammée.

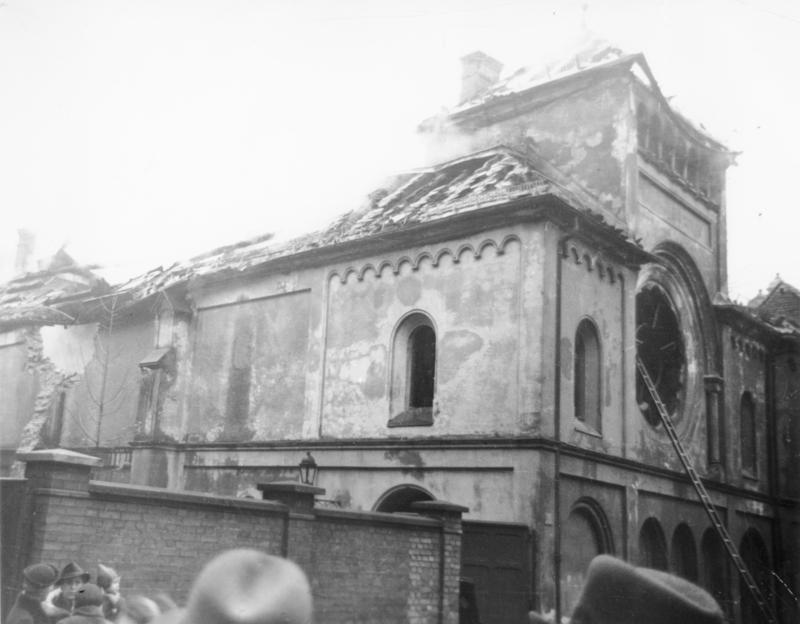
La synagogue de la Herzog-Rudolf Strasse à Munich après son incendie.

Si Heydrich n'est pas l'initiateur du déclenchement des violences contre les Juifs et si d'après certains auteurs il désapprouve ce déchaînement de violence sauvage, il participe à l'encadrement de l'opération et envoie le télégramme suivant :

« On ne devra mener que des actions qui ne mettent pas en danger la vie et les biens allemands (par exemple des incendies de synagogues uniquement s'il n'y a pas de danger de propagation alentour). Les commerces et les appartements des Juifs seront seulement saccagés mais non pillés »

— Reinhard Heydrich, dans la nuit du 9 au 10 novembre 1938
Quelques heures plus tard, il précise que « les actions contre les Juifs ne devaient entraîner aucune sanction ».
Le 12 novembre, c'est encore lui qui dresse le bilan des actions anti-juives, lors d'une conférence interministérielle : 7 500 magasins et 177 synagogues détruits, plus de cent millions de marks de dégâts, et 91 morts. Lors de cette même réunion, il propose de concentrer les Juifs dans des ghettos, de leur faire porter un insigne distinctif, de les exclure des transports publics, des hôpitaux, des écoles et de tous les endroits où ils pourraient côtoyer des Allemands.
Au bilan officiel dressé par Heydrich, il faut ajouter les quelque vingt mille Juifs déportés en camp de concentration, grâce à la collaboration entre la police politique et la police ordinaire.
« Même en éliminant totalement le Juif de l'économie, le problème fondamental reste entier : il faut que le Juif quitte l'Allemagne », affirmait par ailleurs Reinhard Heydrich, le 12 novembre 1938.
Lors de son bilan, Heydrich vante également les mérites de la centrale d'émigration créée à Vienne en mars 1938, dont il a confié la responsabilité à Adolf Eichmann, et qui a permis d'accélérer les départs de Juifs, dont cinquante mille ont quitté l'Autriche depuis l’Anschluss. Le 24 janvier 1939, ce modèle est généralisé à l'ensemble du Reich, sous l'autorité directe de Heydrich.

## 1939-1942: répression et extermination

### L'invasion de la Pologne

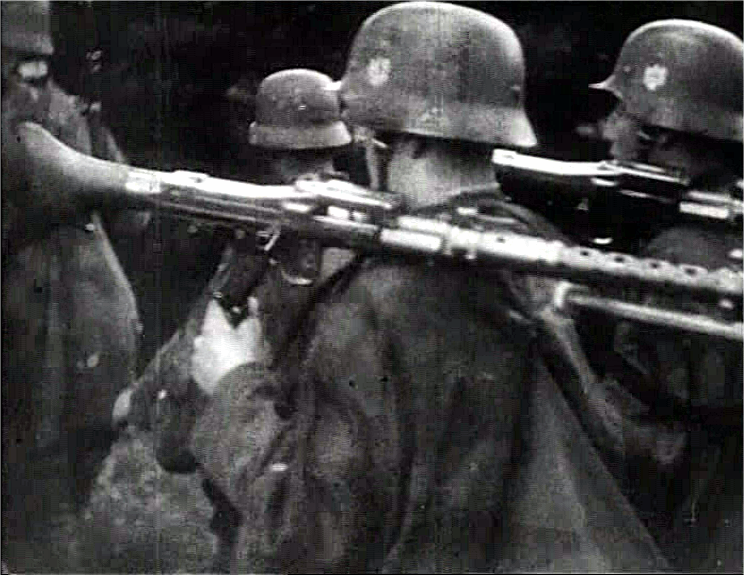
Infanterie allemande entrant en Pologne.

Début août 1939, Heydrich organise, à la demande de Hitler et de Himmler, la mise en scène, dans la nuit du 31 août au 1er septembre 1939, de la prétendue attaque de la station radio allemande de Gleiwitz et celle du poste des douanes de Hochlinden, prétextes cousus de fil blanc dont se saisit Hitler pour envahir la Pologne. « Quand les blindés rouleront, plus personne n'en parlera », dit ainsi Reinhard Heydrich.
Pour Hochlinden, Heydrich ordonne à la Gestapo d'extraire six déportés du camp de Sachsenhausen et de les exécuter. Leurs cadavres, revêtus d'uniformes polonais sont disposés autour du poste des douanes. La même technique est utilisée à Gleiwitz.
L'exécution de ces deux opérations est confiée à la Gestapo, plus particulièrement à Heinrich Müller et à Alfred Naujocks. Ces deux hommes organisent également l'incident de Venlo, soit l'enlèvement de deux agents secrets britanniques aux Pays-Bas dans la nuit du 8 au 9 novembre 1939.
Le 1er septembre 1939 au matin, les troupes allemandes franchissent la frontière : la campagne de Pologne débute.

### Création des Einsatzgruppen
La création des Einsatzgruppen revêt clairement un caractère idéologique et racial, et constitue la première étape de la destruction des Juifs d'Europe. Lors de la campagne de Pologne, dans le sillage de la Wehrmacht, les Einsatzgruppen, constitués en juillet par Reinhard Heydrich, procèdent au massacre planifié de l'élite polonaise, en mettant l'accent sur les Juifs considérés comme opposants potentiels. De septembre 1939 au printemps 1940, les exécutions font soixante mille victimes dans ce qui se révèle être la « première étape de la Shoah polonaise ».

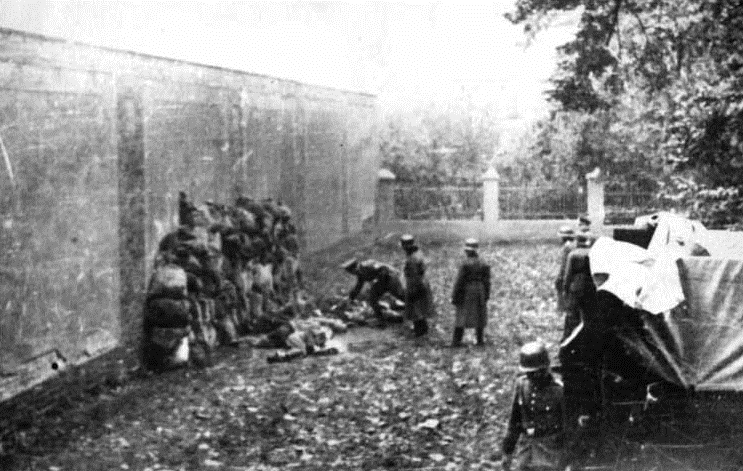
Assassinat de Polonais par des membres d'un Einsatzgruppe, en octobre 1939.

Si la Wehrmacht commet elle aussi de nombreuses exactions en représailles aux actions de francs-tireurs le plus souvent imaginaires, amorçant ainsi le processus de « barbarisation » de l'armée allemande, l'action des Einsatzgruppen est quant à elle planifiée avant même le début de l'invasion, dirigée vers des victimes prédéfinies, considérées comme des opposants ou de futurs opposants potentiels à l'occupation allemande. Heydrich indique ainsi « nous voulons bien protéger les petites gens, mais les aristocrates, les curetons et les Juifs doivent être supprimés ».
En termes d'organisation des actions à mener, les leçons de l'action des Einsatzgruppen en Pologne sont tirées lors de l'attaque contre l'Union Soviétique, notamment afin d'éviter les tensions avec la Wehrmacht dont certains officiers avaient protesté contre la brutalité des SS en Pologne. En Union soviétique, les tâches et les zones de déploiement des Einsatzgruppen, ainsi que leur mode de collaboration avec la Wehrmacht, seront ainsi définis en concertation avec les plus hautes autorités militaires, avant même le début des opérations.
À la suite d'instructions écrites de Heydrich en date du 21 septembre 1939, la concentration des Juifs dans des ghettos, situés dans des villes reliées au chemin de fer commence dès la fin du mois de septembre, et des Judenräte (conseils juifs) sont constitués « afin que les futures mesures en soient facilitées »,.
En novembre et décembre 1939, quatre-vingt-sept mille Juifs et Polonais sont déportés de la partie de la Pologne annexée au Reich vers le « Gouvernement général », au prix de conflits incessants avec le dirigeant de celui-ci, Hans Frank. Cette expérience va être mise à profit par la suite lorsque l'action contre les Juifs concernera l'Allemagne et tous les territoires occupés.
En décembre, Heydrich nomme Adolf Eichmann directeur de la section spéciale IV B4 de la Gestapo, qui va devenir plus tard l’Amt B4, afin de disposer d'un spécialiste de la question juive.

### Organisation de l'extermination des Juifs d'Europe

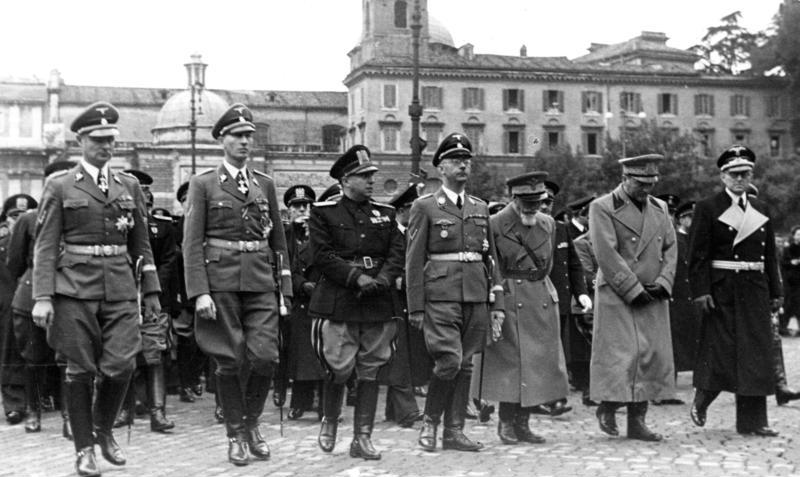
Avec Himmler aux obsèques d'Arturo Bocchini, chef de la police italienne, le 21 novembre 1940.

En 1939 et 1940, Heydrich étudie les possibilités de vider le Reich de tous les Juifs : il confie notamment à Eichmann la mission d'élaborer un plan pour déporter l'ensemble de la population juive sur l'île de Madagascar. Mais dès le mois de juin 1940, il comprend que la « question juive » ne pourra être résolue par l'émigration. En mars 1941, soit trois mois avant le début de l'invasion de l'Union Soviétique, Heydrich, avec l'accord de Hitler, prend contact avec Hermann Göring afin de trouver un projet de solution à la « question juive ».
Dans les mois qui précèdent l’invasion de l'Union Soviétique du 22 juin 1941, Heydrich mène d’intenses négociations avec des responsables de l’armée afin de mieux coordonner l’action des Einsatzgruppen avec les opérations militaires. Vu l’ampleur du conflit qui se prépare, les difficultés rencontrées en Pologne ne peuvent se répéter. Un accord est finalement conclu afin de définir avec précision les missions des uns et des autres, ce qui n’empêche ni les tensions ni les contradictions.
Quatre Einsatzgruppen sont formés, dont deux sont dirigés par de proches collaborateurs de Heydrich : Arthur Nebe, chef du bureau V (police judiciaire ou Kripo) pour le groupe B et Otto Ohlendorf, chef du bureau III (SD-Ausland) pour le groupe D ; le groupe A est dirigé par Franz Walter Stahlecker, le groupe C par Otto Rasch. Désignés par Heydrich sans être volontaires, ils accomplissent leur tâche avec une redoutable efficacité.
Comme en Pologne, mais sur une bien plus vaste échelle, les quatre groupes s’engouffrent dans le sillage des armées allemandes dès le début de l'opération Barbarossa et procèdent à l’élimination systématique des cadres du parti communiste, surtout s’ils sont Juifs, des commissaires politiques de l’Armée rouge, des partisans et supposés tels, de ceux qui les abritent et les soutiennent ou sont soupçonnés de le faire.
À la fin du mois de juillet 1941, l’action s’étend à tous les Juifs, hommes, femmes et enfants. D'après Walter Blume, chef de l’Einsatzkommando 7a de l’Einsatzgruppe B, et Karl Jäger, chef de l’Einsatzkommando 3 de l'Einsatzgruppe A, c'est bien Heydrich qui donne l'ordre d'exécuter toute la population juive.
Il n’est plus nécessaire d’être un opposant réel ou potentiel : le seul fait d’être Juif suffit pour être exécuté.
Le plus terrible des massacres est perpétré par l'Einsatzgruppe C, à Babi Yar, près de Kiev, les 29 et 30 septembre 1941, avec près de 34 000 victimes.
Fin août ou début septembre, Heydrich confirme lors d'un entretien avec Eichmann que « le Führer a ordonné l'élimination physique des Juifs ».
Afin d’accélérer l’extermination des Juifs, mais aussi d’épargner les nerfs des tueurs, les premiers camions à gaz (déjà utilisés en Allemagne pour l’extermination des malades mentaux dirigée et exécutée par les services de Heydrich) font leur apparition sur le front de l’Est en décembre 1941. Le 7 décembre 1941, les premiers gazages sont organisés dans le centre d'extermination de Chełmno, seul camp administré par la Sipo. Les autres camps d'extermination et les camps de concentration ne relèvent pas de l'autorité de Heydrich, mais de celle de Himmler, au travers du Wirtschafts- und Verwaltungs-Hauptamt, dirigé par Oswald Pohl.

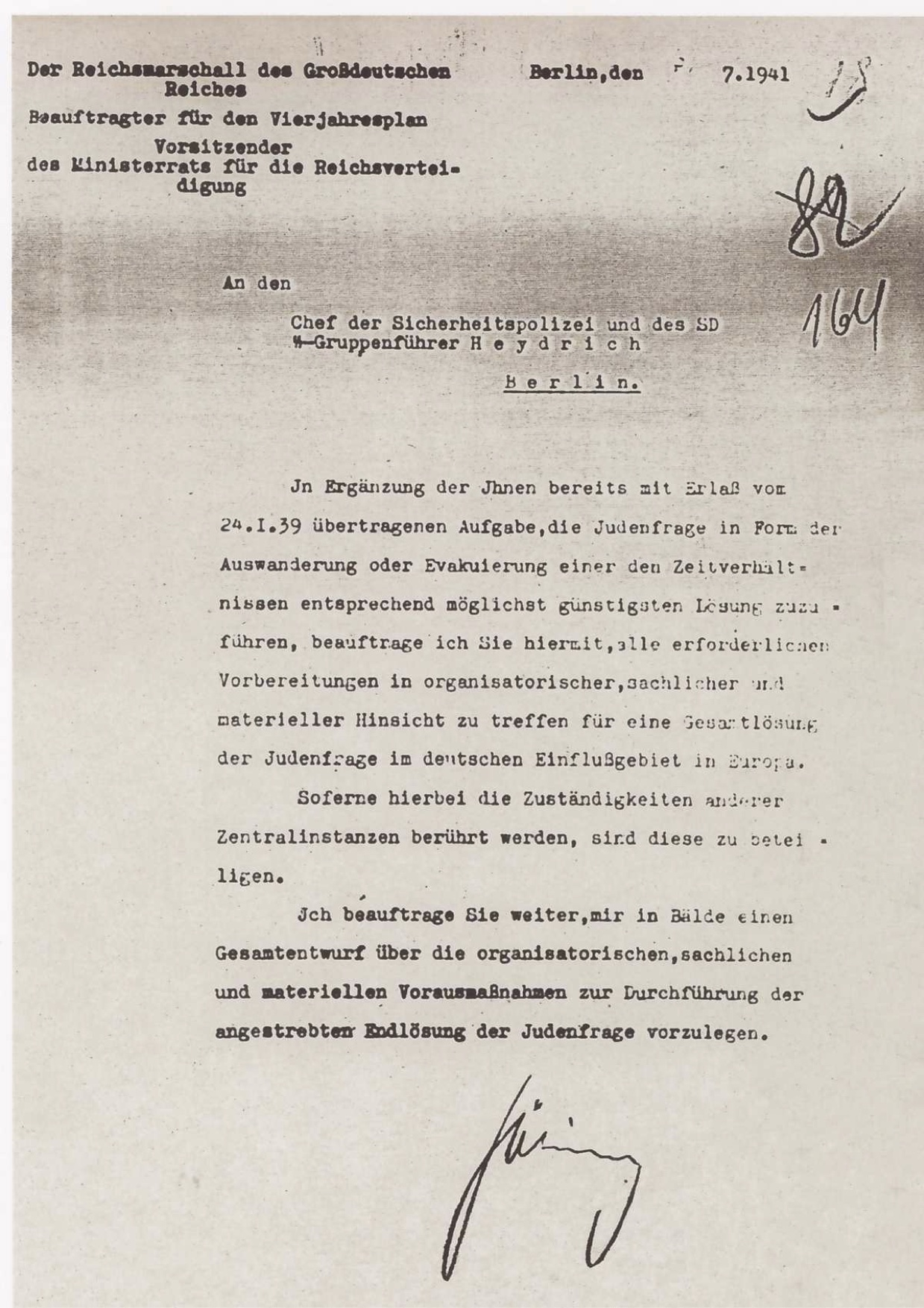
Lettre de Göring à Heydrich à propos de la « Solution finale », l'invitant à organiser les opérations, d’où la conférence de Wannsee.

Après l’organisation des Einsatzgruppen, aux activités desquels il n’assiste jamais, mais dont il suit les résultats de manière constante et dont il lit les rapports tous les jours, Heydrich se voit confier par Göring, le 31 juillet 1941, la tâche de « produire dans les plus brefs délais un projet d'ensemble sur les premières mesures pratiques d'organisation à prendre pour mener à bien la solution tant désirée du problème juif ». C'est sur la base de cette instruction que Heydrich organise la conférence de Wannsee qui se tient le 20 janvier 1942.
Les quatorze participants, invités par Heydrich, ne sont pas des responsables de premier plan et représentent divers ministères, le Gouvernement général, l'appareil du parti et la SS ; parmi eux, on retrouve également les hommes de Heydrich, dont Heinrich Müller et Adolf Eichmann, ce dernier assurant le secrétariat de la conférence.
« Heydrich fit part en ouverture de la mission qui lui était confiée par le maréchal du Reich [Göring] en vue de la préparation de la solution finale de la question juive en Europe et indiqua que l'objectif de cette réunion était de clarifier les questions de fond. Le souhait du maréchal du Reich de se voir présenter un projet d'organisation, de déroulement et de conditions matérielles dans la perspective de la solution finale de la question juive en Europe, exigeait au préalable une harmonisation de toutes les instances centrales directement concernées par ces questions, dans la perspective d'une conduite parallèle de l'orientation des actions ».
Il est également clair sur les méthodes à mettre en œuvre :
« Au cours de la solution finale, les Juifs de l'Est devront être mobilisés pour le travail avec l'encadrement voulu. En grandes colonnes de travailleurs, séparés par sexe, les Juifs aptes au travail seront amenés à construire des routes dans ces territoires. Ce qui sans doute permettra une diminution naturelle substantielle de leur nombre. »

Pour finir, il faudra appliquer un traitement approprié à la totalité de ceux qui resteront car il s'agira des éléments les plus résistants, puisque issus d'une sélection naturelle, et qui seraient susceptibles d'être le germe d'une nouvelle souche juive, pour peu qu'on les laisse en liberté (voir l'expérience de l'histoire), »
Pour Heydrich, il ne s'agit plus seulement d'appliquer la solution finale, l’Endlösung, aux seuls Juifs du Reich, mais bien de l'étendre à tous les Juifs d'Europe, dont il estime le nombre à 11 millions de personnes.
La conférence dure à peine deux heures et les propos de Heydrich ne soulèvent aucune objection : bien au contraire, plusieurs participants apportent leur contribution, notamment quant au sort à réserver aux demi-Juifs, ou pour demander d'accorder la priorité à l'évacuation des Juifs du « Gouvernement général ».
À l'issue de la conférence, Heydrich est manifestement satisfait. Selon le témoignage d'Eichmann lors de son procès, c'est la première fois qu'il voit Heydrich aussi détendu, causant avec Müller, en fumant une cigarette et buvant un verre de cognac, ce qui ne lui arrive jamais.
Après cette conférence, est lancée l’opération Reinhard, soit l’élimination systématique de tous les Juifs de Pologne et de la Russie d’Europe.
Lors d'un discours devant des responsables de la SS et du SD à Paris, en mai 1942, Heydrich déclare sans détour que « la condamnation à mort a été prononcée pour l'ensemble des Juifs d'Europe ». Selon l'historien Eberhard Jäckel, « l'architecte suprême du génocide ne fut pas Himmler, mais Heydrich. Il poussa Hitler lui-même ».
Heydrich est également actif dans la persécution des Tsiganes par les nazis. Le 1er mars 1938, il promulgue les arrêtés d'application du décret du 8 décembre 1937 organisant la ségrégation raciale à l'égard des Tsiganes et notamment l'interdiction des unions mixtes. En octobre et novembre 1939, il collabore à la préparation de leur expulsion du territoire du Reich, qu'il organise en avril 1940.

## Un aviateur en quête de gloire
Les activités à la tête du SD, ses promotions au sein de la SS ne suffisent pas à assouvir le besoin de gloire de Heydrich : il veut aussi être un héros de guerre,.
Dès 1939, il reçoit une formation de pilote de chasse et il participe à des engagements au-dessus de la Pologne, de la Norvège et des Pays-Bas. Sans aucune victoire à son actif, il capote au décollage en mai 1940 et endommage son appareil en le rentrant dans un hangar en 1941 : ces maladresses sont transformées en exploits par la propagande.
Malgré l'interdiction formelle de Himmler, il vole à nouveau lors de l'invasion de l'Union soviétique. Le 22 juin 1941, il est abattu par la défense anti-aérienne et se pose en catastrophe derrière les lignes ennemies. La panique est totale : le directeur du RSHA, l'adjoint le plus proche de Himmler risque de tomber aux mains des Soviétiques. Mais il est rapidement recueilli par des membres de l’Einsatzgruppe D et échappe à une capture.
Cette piètre carrière d'aviateur, sans aucune victoire en combat aérien lui vaut cependant d'être décoré de la croix de fer de première classe. Après cet incident, Himmler met un terme définitif à la carrière de Heydrich comme aviateur.

## Vice-gouverneur de Bohême-Moravie

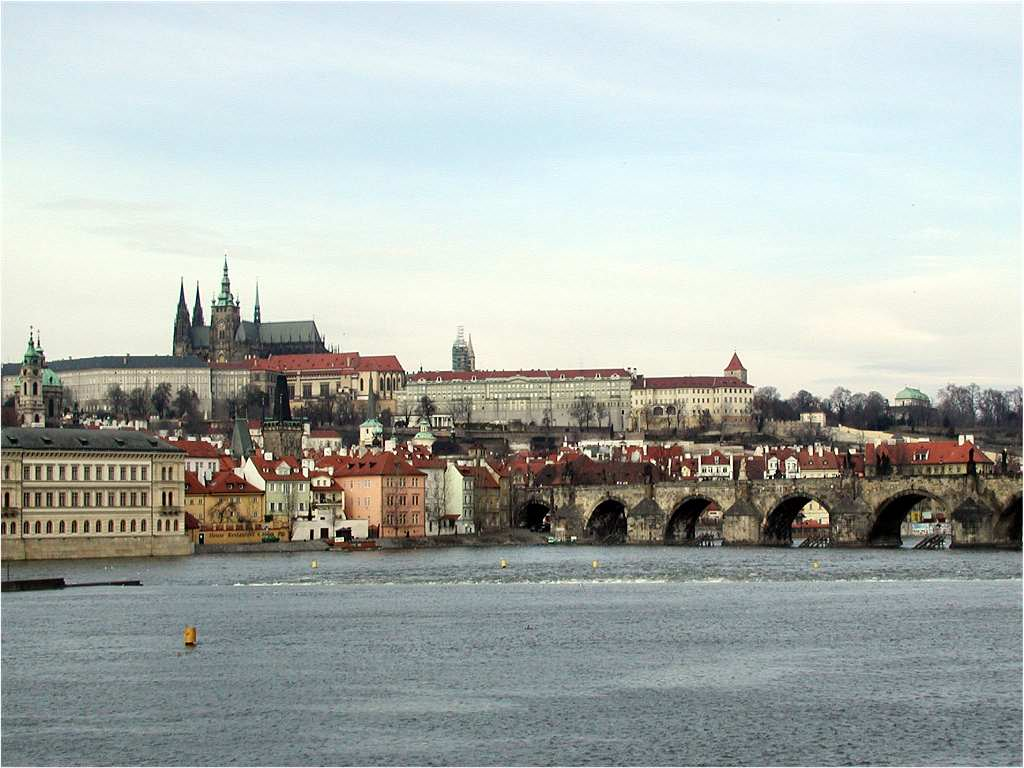
Partie est du Hradčany (la colline du « château ») vue du sud. La Vltava coule au premier plan.

Depuis 1931, la carrière de Heydrich est rectiligne et se place dans le sillage de celle de Himmler : à la tête du SD puis du RSHA, Heydrich épure le parti, pourchasse les opposants, organise les Einsatzgruppen et met en place les mécanismes de la destruction des Juifs d'Europe. En 1941, elle prend un nouveau cours.

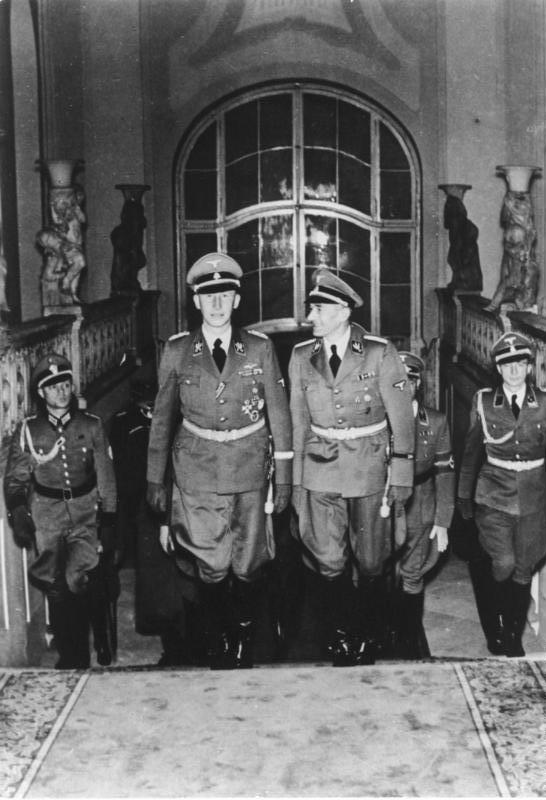
Heydrich en visite au château de Prague, résidence du président tchèque Emil Hácha, en 1941 en compagnie de son adjoint Frank.

Le 24 septembre 1941, Hitler nomme Heydrich « adjoint » (en allemand : stellvertretender) du gouverneur du protectorat de Bohême-Moravie, Konstantin von Neurath. Ce dernier, âgé de 68 ans, est jugé peu efficace et il est officiellement en congé de maladie. Si Neurath reste officiellement en place, il n’a plus son mot à dire et la situation est claire pour tout le monde : Heydrich devient le « numéro un » en Bohême-Moravie. Le même jour, il est promu SS-Obergruppenführer und General der Polizei.
Traduisant une notable extension de ses pouvoirs, cette nomination permet en outre à Heydrich d’avoir des rapports directs avec les plus hauts dirigeants du Troisième Reich, sans devoir passer par l’intermédiaire de Himmler. De plus, il est persuadé qu’elle va lui conférer un profil d’homme d’État.
Il tire ainsi parti de ses succès et fait oublier ses échecs comme l'accusation d'homosexualité portée contre le général Werner von Fritsch, accusation montée de toutes pièces et qui avait débouché sur l'acquittement de Fritsch par le tribunal de guerre du Reich, le 17 mars 1938.
Dès son arrivée à Prague, Heydrich fait arrêter et condamner à mort le Premier ministre Alois Eliáš, qui avait eu des contacts avec le gouvernement tchécoslovaque en exil à Londres. Il met au pas le président du gouvernement fantoche, Hácha, afin de dissiper toute idée d’indépendance vis-à-vis du Reich, aussi minime soit-elle.
La population tchécoslovaque ne faisant pas preuve d’assez de docilité, Heydrich utilise rapidement son arme de prédilection : la terreur.
Entre le 27 septembre, date de son arrivée, et le 29 novembre, quatre cents Tchécoslovaques sont exécutés. La Gestapo s’installe au palais Petschek et fait disparaître plus de quatre mille opposants ou résistants. Heydrich entreprend aussi de vider le Protectorat de sa population juive, en la déportant dans le camp de concentration de Theresienstadt, puis dans les camps d’extermination.
Il veut aussi maintenir la production industrielle tchécoslovaque, vitale pour l’effort de guerre allemand, et ne plus apparaître uniquement comme un bourreau. Il augmente les rations alimentaires, met en place des soupes populaires et lutte contre le marché noir.
Ses responsabilités dans le Protectorat n'empêchent pas Heydrich de continuer à diriger le RSHA, au prix d'allers-retours incessants entre Prague et Berlin. Il veille notamment à la répression des tendances anglophiles d'une partie de la jeunesse allemande, qui apprécie le swing. Il suit également avec attention le recrutement des prostituées du Salon Kitty, bordel de luxe fréquenté par de nombreuses personnalités, dont les chambres sont truffées de micros, sans aucun résultat probant.
Au bout de quelques mois de règne absolu sur le protectorat de Bohême-Moravie, Heydrich se sait craint. Il se croit aussi respecté, voire apprécié par la « partie saine » de la population.

## La mort de Heydrich
Au matin du 27 mai 1942, Heydrich est au faîte de sa puissance : SS-Obergruppenführer et « vice-gouverneur » — mais de facto « gouverneur »  — de Bohême-Moravie depuis huit mois, directeur du RSHA, décoré à de nombreuses reprises, reconnu par les plus hautes personnalités du Reich, dont Hitler lui-même, il envisage de transposer en France les méthodes qu’il a mises en œuvre à Prague.
Pour lui, l’avenir est porteur de promesses et, à seulement 38 ans, il veut poursuivre son ascension.

### Le guet-apens du 27 mai 1942

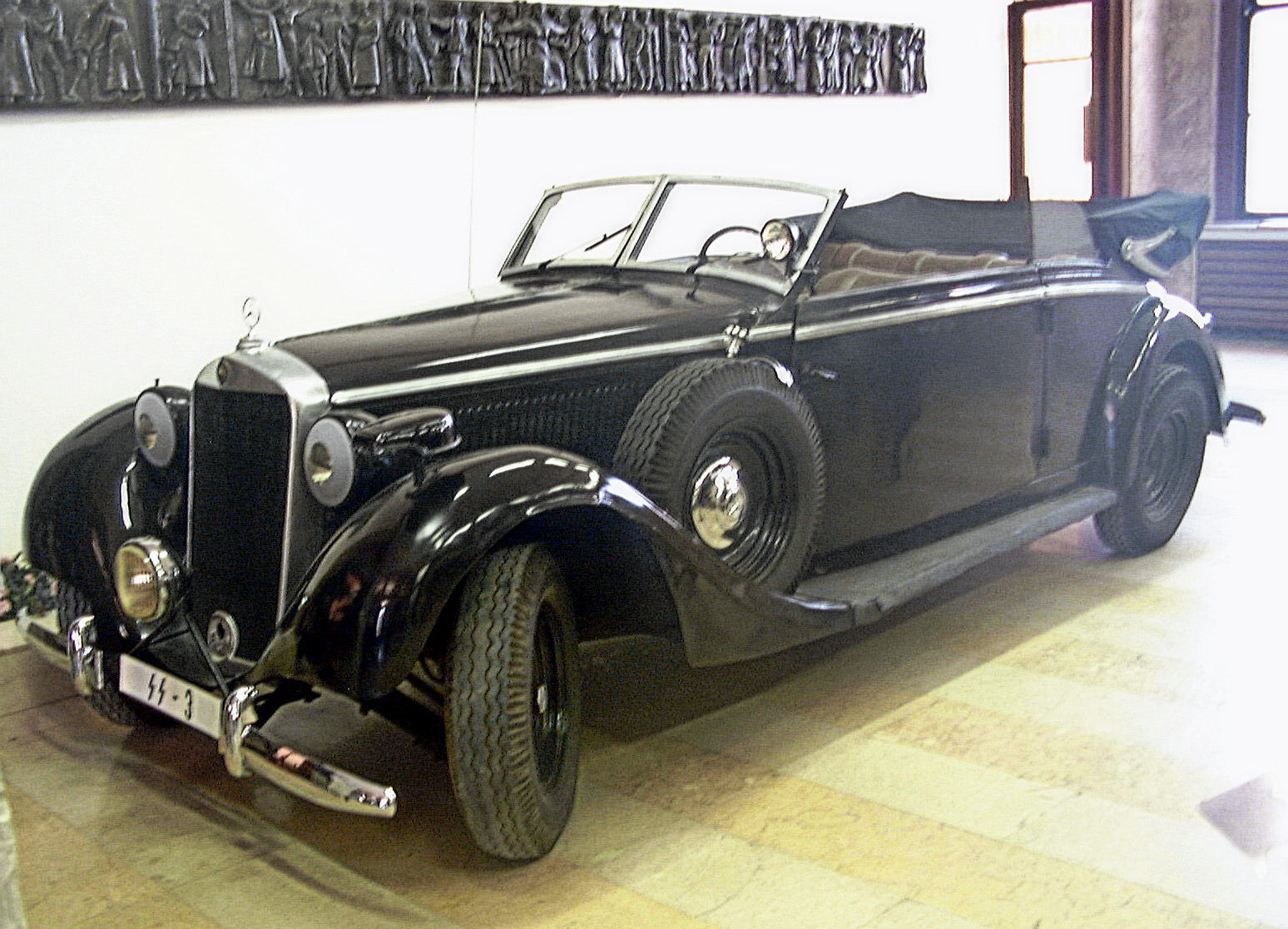
L'une des Mercedes de Heydrich, similaire à celle qu'il occupait lors du guet-apens.

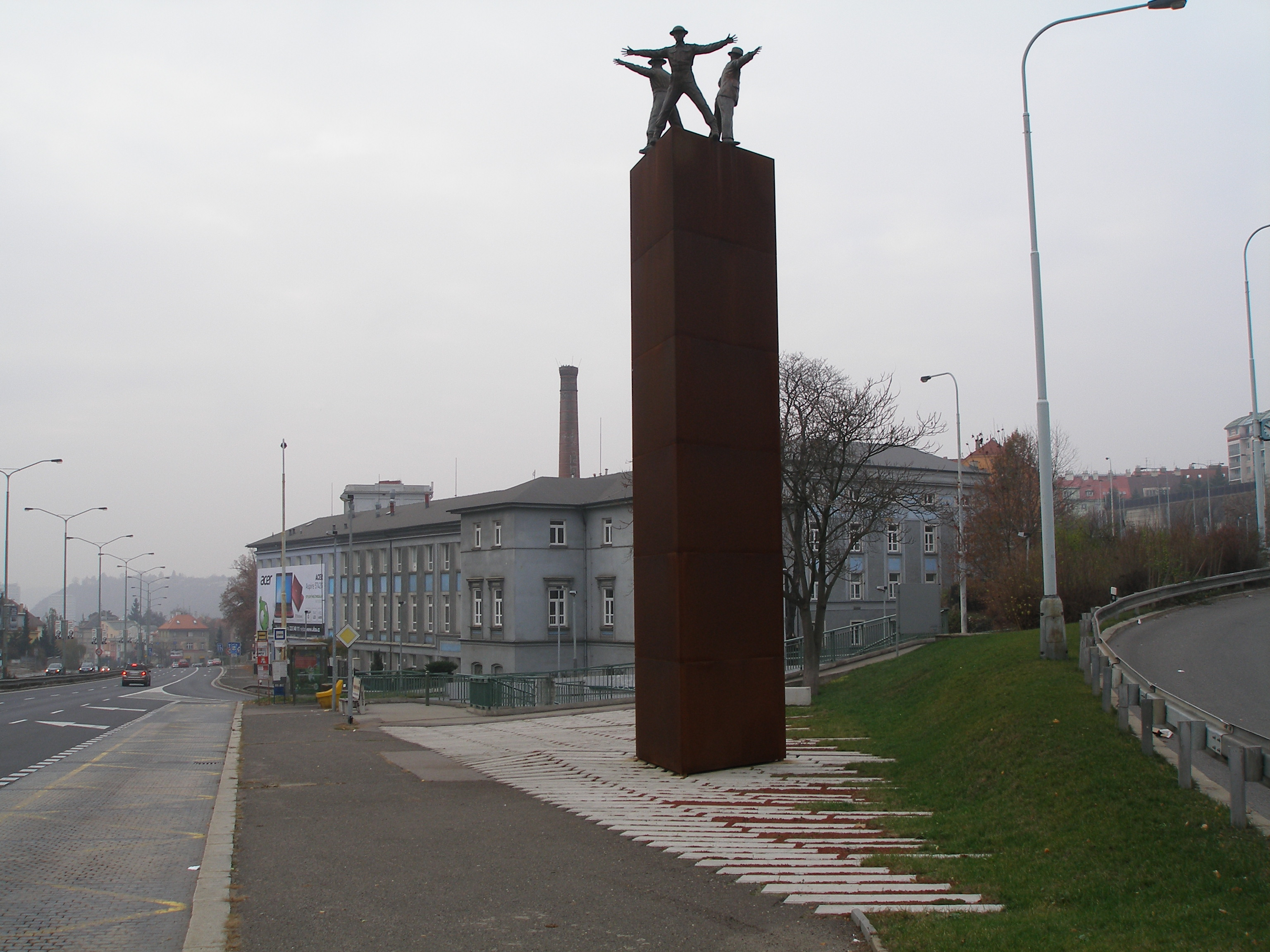
Mémorial de l'opération Anthropoid situé sur le lieu du guet-apens ; le réseau routier y a connu de profondes modifications.

Le 27 mai 1942 vers 10 h 35, sans escorte ni protection particulière, installé à côté du chauffeur sur le siège avant d’un cabriolet décapoté, Heydrich effectue son trajet habituel d’une vingtaine de kilomètres entre sa résidence de Panenské Břežany et le palais Černín (en tchèque : Černínský palác), où se trouvent ses bureaux, sur la colline du Hradčany.
Sur cet itinéraire, trois résistants tchécoslovaques, tous parachutés dans la nuit du 28 au 29 décembre 1941 en provenance d’Angleterre,, sont placés en embuscade : le Slovaque Jozef Gabčík et le Tchèque Jan Kubiš du groupe Anthropoid, ainsi que le troisième, le Tchèque Josef Valčík du groupe Silver A.
Gabčík et Kubiš attendent à un arrêt de tramway situé dans un virage serré en épingle, près de l’hôpital Bulovka dans le quartier de Prague 8-Libeň. Ils attendent d’être avertis par le troisième homme, Valčík, posté cent mètres en amont, qui joue le rôle de guetteur.
Valčik signale l’arrivée de la Mercedes de Heydrich à l’aide du reflet d’un miroir. Lorsque la voiture ralentit dans le virage, et passe à moins de trois mètres de Gabčík, celui-ci se précipite devant elle pour l'arrêter et braque sa Sten sur Heydrich, mais l’arme s’enraye et aucun coup de feu ne part. Heydrich ordonne à son chauffeur d’arrêter la voiture et, alors qu'il se lève pour tenter d’abattre Gabčík, le troisième membre du commando, Kubiš, qui se trouve alors en arrière de la voiture lance une grenade antichar modifiée, laquelle explose près de la roue arrière droite et des éclats atteignent une zone entre l’aile arrière et la portière, la carrosserie est transpercée : des débris de métal et fragments de fibres de siège pénètrent dans le dos de Heydrich.

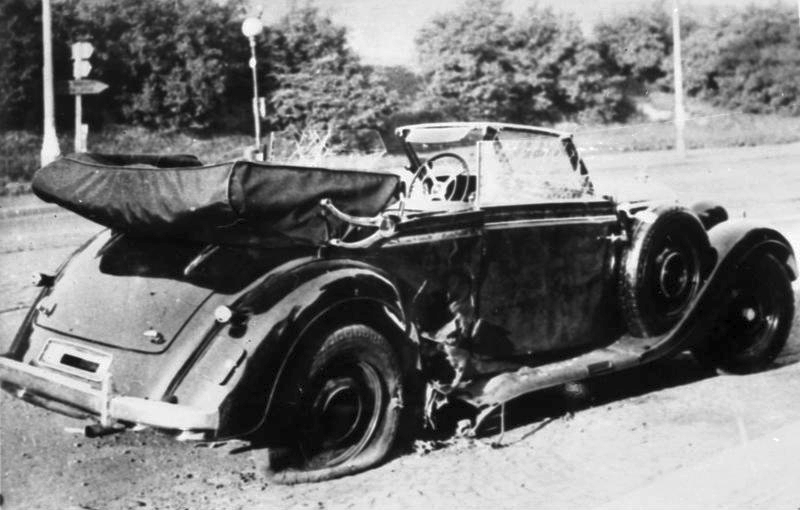
La Mercedes de Heydrich après l'assaut.

Après un échange de tirs au pistolet, le chauffeur, le SS-Oberscharführer Johannes Klein, part à la poursuite de Kubiš, qui monte sur une bicyclette et s'enfuit derrière la voiture immobilisée. Heydrich, ne ressentant apparemment pas encore ses blessures, descend aussi de voiture, mais en titubant, réplique avec son arme et tente de poursuivre Gabčík parti devant la voiture : il s’effondre rapidement sur le sol. Klein ne parvient pas à rattraper Kubiš et revient vers Heydrich ; celui-ci saigne abondamment et ordonne à Klein de poursuivre Gabčík à pied. Klein s'élance à nouveau et retrouve Gabčík entré dans une boutique de boucher, mais le parachutiste fait feu à deux reprises avec son pistolet, blessant sérieusement Klein à la jambe, ce qui lui permet de s'échapper et de rejoindre une cache, après avoir pris un tramway. À ce moment, les deux parachutistes en fuite sont persuadés que leur mission a échoué.
Heydrich n'est transporté à l’hôpital voisin Bulovka, dans une fourgonnette de livraison, qu'au bout d'une heure. Sa blessure n’est en elle-même pas mortelle mais, en traversant le siège, les éclats de carrosserie ont également fait pénétrer dans la plaie, des particules du rembourrage constitué de crins de cheval. Il subit une opération, se rétablit progressivement et, six jours plus tard, prend son déjeuner assis dans son lit, mais c’est alors que son état s'aggrave brutalement et le fait tomber dans le coma. La septicémie est foudroyante et rapidement généralisée,.
Le 4 juin 1942, à 9 h 24, Heydrich meurt à l'âge de 38 ans.

### Les représailles

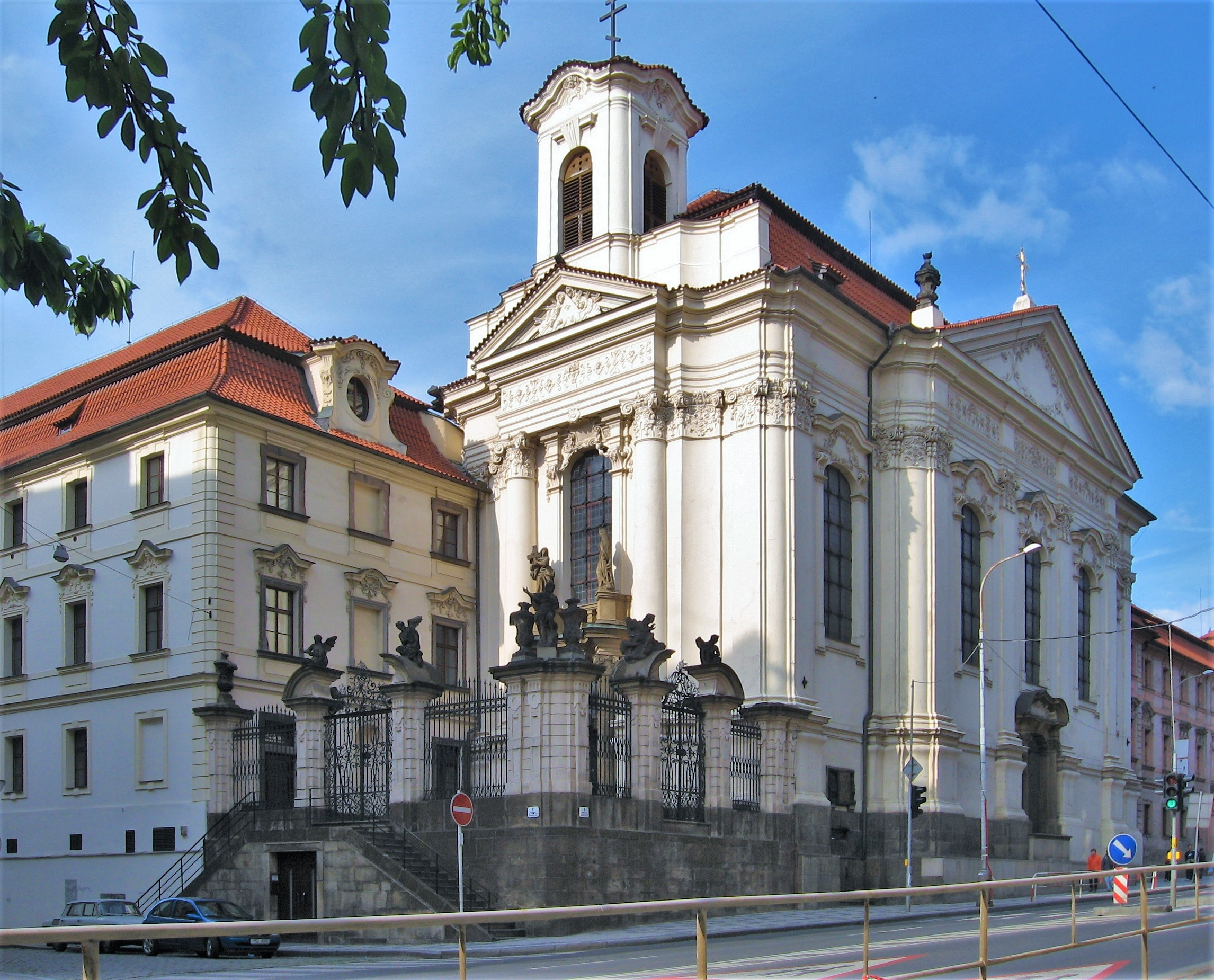
L'église Saints-Cyrille-et-Méthode à Prague, dans laquelle sont morts, les armes à la main, les trois membres du commando qui a assassiné Heydrich.

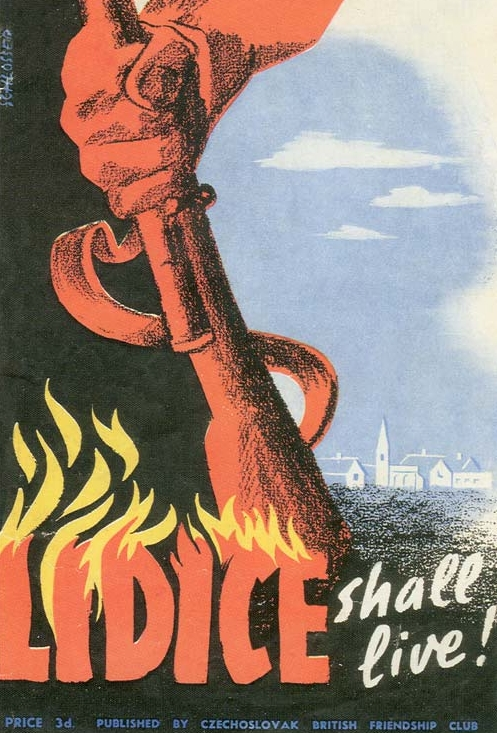
Affiche de propagande anglaise commémorant la destruction du village de Lidice en Bohême, près de Prague.

Le 9 juin, les hommes de la police de sécurité encerclent le village de Lidice, soupçonné d’avoir abrité les parachutistes. Les 184 hommes du village sont exécutés par la SS ; les femmes sont déportées à Ravensbrück, d'où une bonne partie d'entre elles reviendront ; en revanche, sur les 105 enfants déportés à Łódź, seuls 17 ont survécu, les autres ont été gazés à Chełmno. Une partie des enfants du village, aux traits considérés comme aryens par les nazis, sont confiés à des familles allemandes, au travers du Lebensborn. Après le massacre et les déportations, Lidice est incendié et rasé.
Grâce au réseau local de résistance, Kubiš est hébergé clandestinement dans la crypte de l'église Saints-Cyrille-et-Méthode, dans le centre de Prague, bientôt suivi par d'autres membres de commandos parachutés depuis décembre. Vladimir Petrek, le prêtre orthodoxe, fournit lui-même de la nourriture et des journaux aux reclus. Les autres membres de l'église sont mis plus tard au courant de la présence des résistants dans le bâtiment.
Les Allemands proposent jusqu’à dix millions de couronnes à toute personne qui permettra de retrouver le commando ayant assassiné Heydrich.
Sur trahison d'un membre d'un autre commando — Karel Čurda, du commando Out Distance (en) parachuté le 28 mars 1942 — qui donne entre autres le nom de la famille Moravec ayant hébergé les parachutistes avant l’attentat, et après un interrogatoire « poussé » de cette famille, les Allemands parviennent à localiser le commando caché dans l'église en compagnie des autres parachutistes.
On ne connaît toujours pas aujourd'hui les raisons réelles de la trahison de Čurda,.
Le 18 juin, à 4 h 15 du matin, l'église est encerclée par huit cents militaires, chargés de capturer les parachutistes vivants, les Allemands souhaitant à tout prix organiser un procès « pour l'exemple » à la hauteur de l'importance de la victime. Une véritable bataille de siège s'engage alors à laquelle les membres du commando opposent une résistance farouche. Après que les assiégeants ont tenté d'inonder la crypte, les sept résistants périssent finalement dans les combats, ou sont blessés puis se donnent la mort, après avoir envisagé de s'enfuir par les canalisations en creusant un trou dans le mur de la crypte. Après les combats, c’est le traître Čurda qui est chargé d’identifier les corps des résistants alignés devant l'église. La Gestapo coupe la tête des cadavres et les expose sur une étagère devant laquelle elle fait ensuite défiler parents et amis.
La répression se poursuit tout au long de l’été 1942, faisant plus d’un millier de victimes. À Lezaky, les hommes et les femmes du village, soit trente-trois personnes, sont tous fusillés le 24 juin après la découverte d’un émetteur clandestin. Les complices et sympathisants des membres du commando sont condamnés à mort. L’évêque orthodoxe de Prague, Mgr Gordaz, le prêtre de l’église dans laquelle les parachutistes avaient trouvé refuge, Vladimir Petrek, et deux autres religieux sont exécutés à l’issue d'un procès le 1er septembre. Deux cent trente-six autres condamnés sont déportés à Mauthausen et liquidés le 24 octobre.

### Les funérailles et la succession

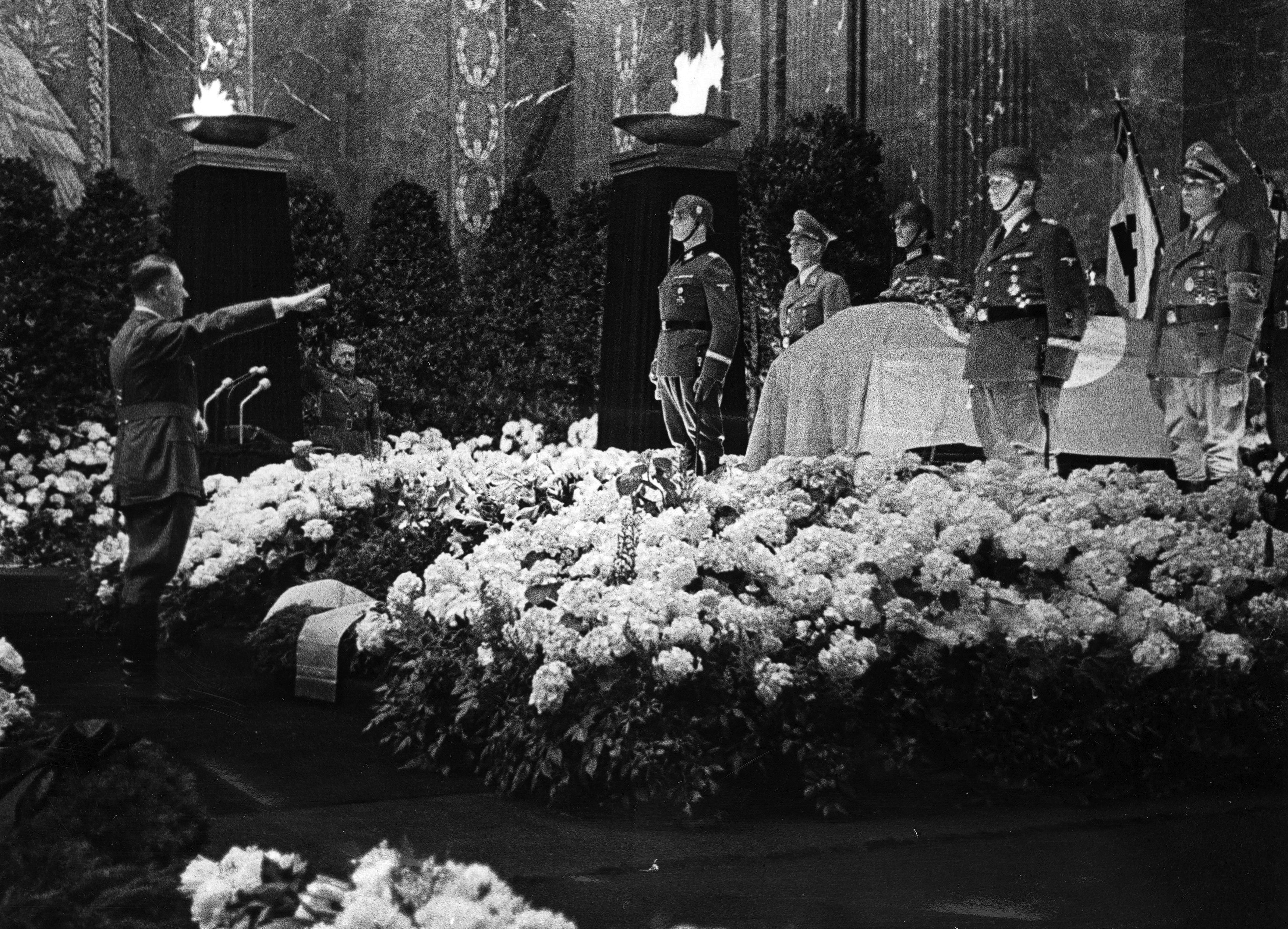
Hitler salue le cercueil de Heydrich à Berlin, le 9 juin 1942.

Rapatrié à Berlin, le corps de Heydrich a droit à des funérailles nationales le 9 juin 1942, au cimetière des Invalides, orchestrées avec toute la pompe nazie. Heinrich Himmler, Reichsführer-SS, salue tout d'abord « le caractère d'une rare pureté du défunt [qui] du plus profond de son âme et de son sang, a compris, réalisé et matérialisé la conception du monde d'Adolf Hitler ».
Après Himmler, c'est le Führer lui-même, Adolf Hitler, qui rend hommage au défunt : « Je n'ai que peu de mots à dédier à ce mort. Il était l'un des meilleurs nationaux-socialistes, l'un des plus vaillants défenseurs de l'idée du Reich allemand, et l'un des adversaires les plus résolus de tous les ennemis du Reich » (Adolf Hitler, 9 juin 1942).

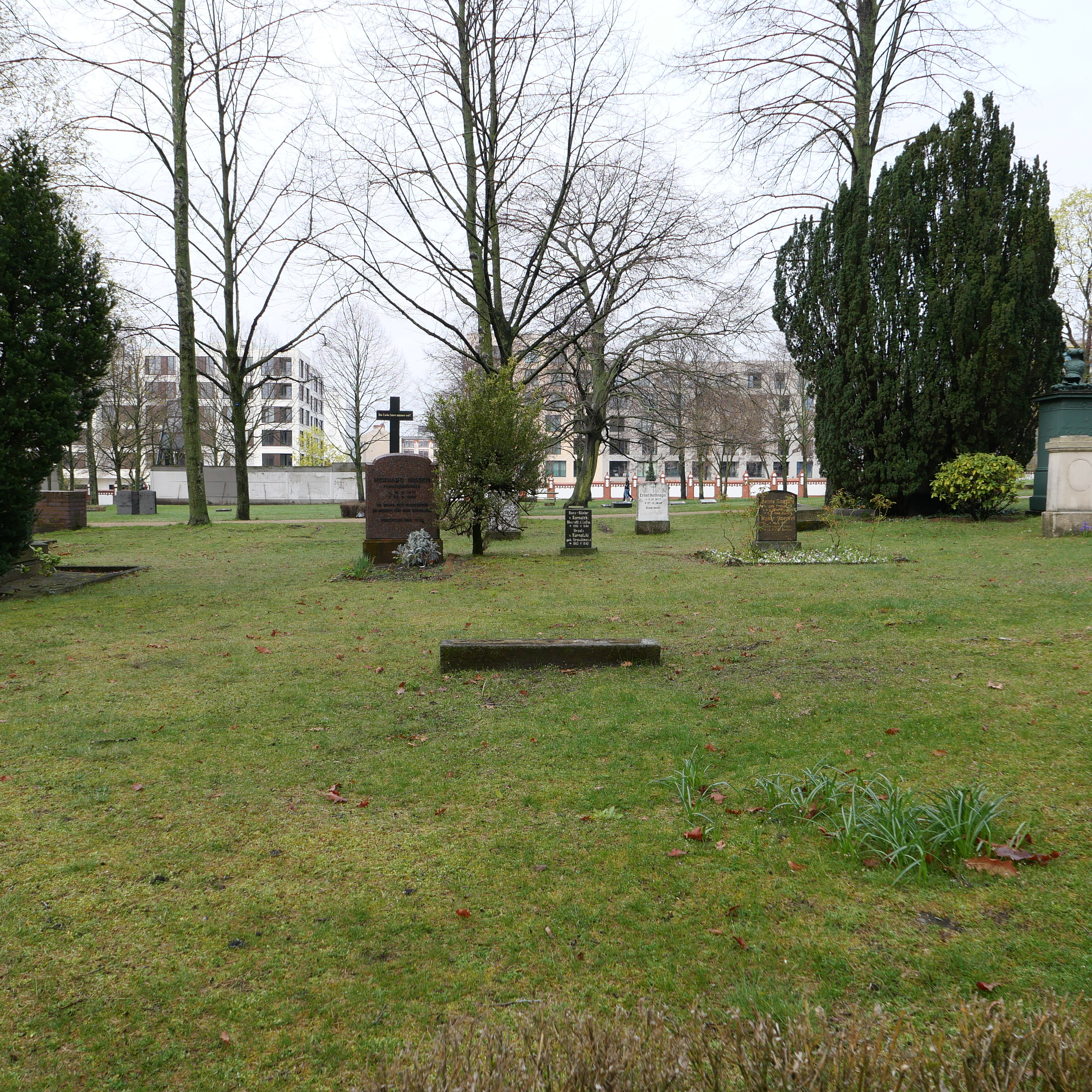
La supposée tombe, ici anonyme, de Heydrich dans l'Invalidenfriedhof à Berlin.

En privé, Hitler se déchaîne contre l'imprudence de Heydrich : « Des gestes héroïques comme se déplacer dans une voiture ouverte […] sont des folies dont la nation n'avait pas besoin. Les hommes de la stature politique de Heydrich devraient avoir conscience qu'on les guette comme du gibier et que d'innombrables personnes n'ont qu'une idée en tête : comment les tuer ? ».
Après un intérim assuré par Himmler, Ernst Kaltenbrunner reprend les rênes du RSHA le 30 janvier 1943, sans atteindre le niveau de pouvoir et d'influence de son prédécesseur.
De mai 1942 à avril 1945, Lina Heydrich vit dans le château et le domaine de Jungfer-Breschnan, près de Prague, qu'elle fait notamment entretenir par des détenus extraits du camp de concentration de Theresienstadt. C'est dans le parc du château qu'elle fait inhumer, en présence de Heinrich Himmler, son fils Klaus, mort percuté accidentellement par une camionnette le 24 octobre 1943.
Lors de la fuite devant les troupes soviétiques, elle réquisitionne les services du conducteur d'autocar impliqué dans l'accident mortel de son fils, dont la Gestapo avait pourtant déclaré qu'il n'avait aucune responsabilité dans le décès de Klaus : il disparaît lors du voyage.
Poursuivie et condamnée lors du processus de dénazification en Allemagne, Lina Heydrich multiplie les procédures pour se voir finalement disculpée ; elle intente ensuite procès sur procès et finit par obtenir une pension sur la base d'un jugement déclarant que Reinhard Heydrich avait été la victime d'un acte de guerre. Après avoir défendu la mémoire de son mari dans la presse et à travers ses mémoires, allant jusqu’à affirmer à maintes reprises qu'il n'avait eu aucune part de responsabilité dans l'extermination des Juifs, elle meurt sur son île natale le 14 août 1985.

## L'homme au cœur de fer

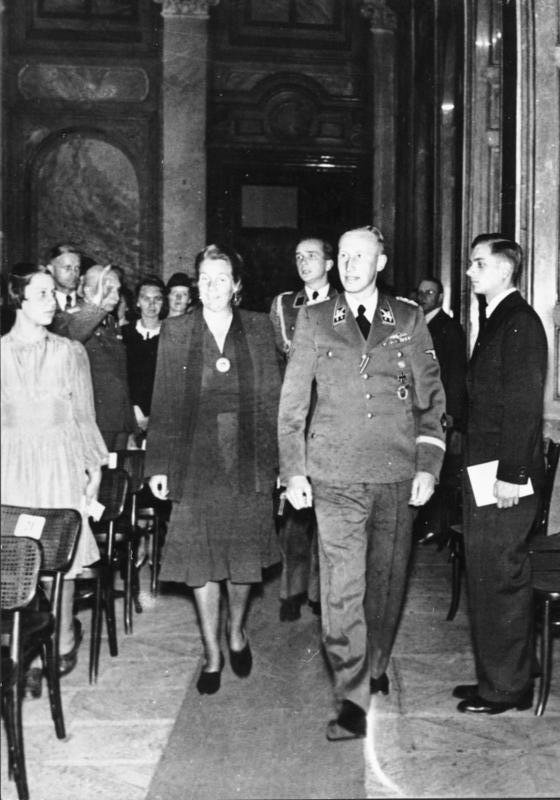
Heydrich et son épouse lors d'un concert à Prague, la veille de l'attentat.

Grand (1,85 mètre), blond, athlétique, sportif et notamment escrimeur de niveau international, bon violoniste, marié à une nazie convaincue et père de quatre enfants, d’un réel courage physique, Heydrich semble, par bien des aspects, correspondre au profil de l'Übermensch. Mais il est aussi un mari volage, un coureur de jupons invétéré, un amateur de soirées éthyliques dans lesquelles il entraîne ses collaborateurs, un officier de marine à la voix grêle et à la carrière écourtée, un pilote de chasse sans grand talent ni victoire à son actif.
Un des traits les plus saillants de la personnalité de Heydrich est sa totale incapacité à manifester, voire éprouver le moindre sentiment, si ce n'est du mépris, notamment à l'égard de ses adjoints, ou au travers de ses fréquentes et terribles crises de colère. Pour tous ceux qui l’ont approché, qu’il s’agisse de ses complices ou de ses victimes, c’est un homme froid et dur, l’un des plus craints du régime nazi.
Pour Albert Speer, « Heydrich était un homme froid qui se contrôlait toujours et formulait ses idées avec une rigueur d'intellectuel » ; pour Walter Schellenberg, « il pouvait être incorrect jusqu’à la cruauté. […] Cela ne l'empêchait pas, étant donné que son supérieur, le Reichsführer-SS Himmler, accordait beaucoup d'importance à l'image de la vie de famille, de jouer les tendres époux et les bons pères de famille […] » ; en parlant de Heydrich, Ernst Kaltenbrunner déclare lors de son emprisonnement pendant le procès de Nuremberg : « C'était un homme terriblement ambitieux et assoiffé de pouvoir. Ce désir de pouvoir était sans mesure, et il était extraordinairement intelligent et astucieux » ; selon l'historien Joachim Fest, « c'était un homme comme un coup de fouet, dans sa froideur de sentiments luciférienne, son amoralité tranquille et son inextinguible soif de pouvoir ».
Pour l’historien Robert Gerwarth, l'historiographie et la littérature populaire ont connu deux images successives de Heydrich. La première est celle du nazi pervers et diabolique. Elle a son origine dans des témoignages d'anciens nazis, souvent des subalternes de Heydrich soucieux de ménager leur propre défense : Werner Best, Karl Wolff et Walter Schellenberg. Elle est propagée par des ouvrages populaires comme celui de Charles Wighton. Il s'y mêle l'allégation de la parenté juive de Heydrich, répétée après la guerre par d'anciens SS comme Wilhelm Höttl ou par l'ancien masseur de Himmler, Felix Kersten. Celle-ci a été reprise par quelques historiens, principalement Joachim Fest. La seconde image de Heydrich montre au contraire un technocrate froid et bureaucratique, plus carriériste qu'idéologue, à la suite de la thèse avancée par Hannah Arendt à l'occasion du procès Eichmann. Cette approche est reprise en particulier par Günther Deschner.
Travailleur, bon organisateur, sachant s’entourer d’adjoints efficaces malgré leurs profils divers, il fait preuve d’une grande détermination et de beaucoup d'ambition. Exigeant pour ses collaborateurs, inaccessible au doute ou à la critique, il témoigne d’une obéissance totale à l’égard de son supérieur immédiat, Heinrich Himmler.

## Dans la culture populaire

### Romans
- Laurent Binet, HHhH [« Himmlers Hirn heißt Heydrich en français : « Le cerveau de Himmler s'appelle Heydrich » »], Paris, Le Livre de Poche, coll. « Littérature & Documents », 4 mai 2011, 2e éd. (1re éd. 2010 chez Grasset), 448 p. (ISBN 978-2253157342).
- Paul Greveillac, L'étau, Paris, Gallimard, coll. « Blanche », mars 2022, 320 p. (ISBN 978-2-072-97315-4).
- Alan Burgess (en), Sept Hommes à l'aube, J'ai lu, 1964 (1re éd. 1962 chez Albin Michel).
- Jiri Weil (trad. du tchèque par Erika Abrams, 1958, 1960 pour le texte original), Mendelssohn est sur le toit, 10-18, janvier 2025, 357 p. (ISBN 978-2-264-08484-2).

### Cinématographie
- 1943 :
  - Les bourreaux meurent aussi, de Fritz Lang, est surtout centré sur les représailles consécutives à l'attentat, Heydrich y apparaît brièvement au début, interprété par Hans Heinrich von Twardowski ;
  - Hitler's Madman, de Douglas Sirk, est davantage centré sur le personnage de Heydrich, interprété par John Carradine.
- 1955 : L'Amiral Canaris, sorti en 1955, son rôle est joué par Martin Held.
- 1964 : Commando à Prague (Atentát) de Jiří Sequens, film tchécoslovaque de 1964, relate la rivalité entre Canaris et Heydrich, la préparation des agents tchèques en Angleterre, la prise de contact avec les résistants, l'attentat, la répression et enfin la mort des agents dans l'église Saints-Cyrille-et-Méthode de Prague.
- 1975 : Sept Hommes à l'aube réalisé par Lewis Gilbert, on y voit un Heydrich interprété par Anton Diffring. Adaptation du roman du même nom.
- 2001 : Conspiration, qui relate la conférence de Wannsee, le rôle de Heydrich est tenu par l'acteur-réalisateur shakespearien Kenneth Branagh.
- 2004 : Dans le film russe L'Orchestre rouge d'Alexandre Aravine, sorti en 2004, son rôle est joué par Sergueï Garmach.
- 2011 : Lidice, film tchèque, raconte l'assassinat de Heydrich par la résistance et le massacre du village de Lidice mené par les nazis en représailles.
- 2015 : il est présent dans la série Le Maître du Haut Château et joué par Ray Proscia.
- 2016 : Anthropoid, réalisé par Sean Ellis, raconte en détail l'opération de résistance qui devait mener à la mort de Heydrich.
- 2017 : HHhH, adapté du roman du même nom écrit par Laurent Binet[127], raconte l'ascension de Heydrich et son assassinat. Il est interprété par Jason Clarke.
- 2022 : La Conférence, drame historique allemand qui reconsitue la Conférence de Wannsee. Heydrich est incarné par l'acteur autrichien Philipp Hochmair.

### Bande dessinée
- Dans Le Journal d'un ingénu, Heydrich apparait comme méfiant vis à vis du diplomate Karl Von Glaubitz.
- Dans le tome I de la série Block 109, Reinhard Heydrich devient Reichsführer de la SS, à la suite de l’assassinat d'Adolf Hitler (Heinrich Himmler remplace Hitler à la chancellerie du Reich). Dans cette bande dessinée, Heydrich est en continuel conflit avec Paul Zytek, Hochmeister (grand maître) du Nouvel Ordre teutonique, organisation créée par Himmler pour contrebalancer l'influence grandissante de la SS.
- Dans Nadja le tome XI de la série L'Histoire secrète, il est expliqué que Heydrich est devenu un être qui a perdu son âme et dont l'élimination physique est vitale pour les Archontes, qui décident d'organiser son attentat.
- Pierre Boisserie et François Warzala ont adapté L'été de cristal aux éditions Les arènes, collection Arènes BD, en 2021